# La Liga Argentina (básquet) 2017-18
La temporada 2017-18 de La Liga Argentina, segunda categoría del básquet argentino, fue la primera edición bajo esta nueva denominación. Comenzó el 19 de octubre de 2017 con el partido inaugural, entre Tiro Federal Morteros y San Isidro de San Francisco. La disputaron 28 equipos, dos más respecto la temporada pasada, llegando así al máximo histórico de participantes hasta la fecha.
Un cambio notable entre esta y la pasada temporada es la ampliación a nueve jugadores por equipo, seis mayores y tres menores de 23 años. Como característica destacable es que esta edición vuelve el descenso, se disputan dos torneos dentro de la temporada, el «Torneo Súper 4» y la «Supercopa de la Liga Argentina», y además se entrega una plaza a la Liga Sudamericana de Clubes.
Al cabo de la fase regular Temperley fue suspendido por 120 días por reiteración de faltas cometidas por el presidente de la institución y por no haber tomado medidas por parte del club. Además, los clubes que debieron disputar la permanencia no lo hicieron como consecuencia de lo anterior Echagüe de Paraná y Gimnasia de La Plata mantuvieron la categoría.
El campeón del torneo fue Libertad de Sunchales, campeón de la conferencia norte, que derrotó en la final al campeón de la conferencia sur, Estudiantes de Olavarría, 3 a 0 en la serie final y ascendió a La Liga Nacional tras un año en la segunda división. Al ser campeón del torneo y del Súper 4 accedió a la Liga Sudamericana de Clubes de la siguiente temporada.

## Modo de disputa
Las zonas se dieron a conocer oficialmente el 6 de septiembre de 2017.
| Conferencia norte     | Conferencia norte      | Conferencia sur            | Conferencia sur              |
| División norte        | División centro norte  | División centro sur        | División sur                 |
| --------------------- | ---------------------- | -------------------------- | ---------------------------- |
| Oberá TC              | Barrio Parque          | Parque Sur                 | Petrolero Argentino (PH)     |
| Hindú (R)             | San Isidro (SF)        | Tomás de Rocamora          | Centro Español (Plottier)    |
| Villa San Martín (R)  | Tiro Federal Morteros  | La Unión (Colón)           | Rivadavia (Mendoza)          |
| Asociación Mitre      | Ameghino (Villa María) | Platense                   | Estudiantes (Olavarría)      |
| Talleres (Tafí Viejo) | Deportivo Norte (A)    | Ciclista Juninense         | Deportivo Viedma             |
| Independiente BBC     | Echagüe                | Villa Mitre (Buenos Aires) | Atenas (Carmen de Patagones) |
|                       | Unión (SF)             | Gimnasia (La Plata)        |                              |
|                       | Libertad               | Temperley                  |                              |

El 17 de octubre se dio a conocer la manera en la que se jugaría el torneo. Como característica destacable es que esta edición vuelve el descenso y además se entrega una plaza a la Liga Sudamericana de Clubes.
Modo de disputa
Fase regional
Los 28 equipos se dividen en dos regiones llamadas conferencias y en cuatro subregiones llamadas divisiones según su ubicación geográfica. Hay dos divisiones con 8 equipos y dos divisiones con 6 equipos. En las dos divisiones con 8 equipos, estos se enfrentan todos contra todos dos veces, una como local y otra como visitante. En las otras dos divisiones los equipos se enfrentan más veces para así tener la misma cantidad de partidos que los equipos en las divisiones más populosas.
Torneo Súper 4
Los 4 mejores equipos de cada división disputan el Torneo Súper 4, un torneo en medio de la temporada que define con el campeón y ascendido el acceso a la Liga Sudamericana.
Fase de conferencia
Los 28 equipos se reordenan según su conferencia y se enfrentan todos contra todos arrastrando la mitad de los puntos obtenidos en la fase regional. Al cabo de esta fase se definen los cruces de play-offs para el ascenso y el descenso. Los 12 mejores equipos de cada conferencia acceden a play-offs por el ascenso, los 4 mejores disputan cuartos de final de conferencia mientras que los 8 restantes disputan la reclasificación. Los equipos ubicados 13.° de cada conferencia dejan de participar, manteniendo la categoría. Los 14.° de cada conferencia disputan el play-off por el descenso.
Tercera fase; play-offs de descenso
Los 14.° de cada conferencia disputan entre ellos una serie al mejor de cinco (5) partidos para mantener la categoría.
Tercera fase; play-offs de campeonato
Todas las series son al mejor de cinco encuentros. Aquel equipo con mejor ubicación en su conferencia hará más veces de local que el contrincante. El formato a emplearse es de 2-2-1, los dos primeros encuentros y el último en el estadio del mejor ubicado. Los 4 mejores equipos de las dos conferencias acceden a cuartos de final de conferencia de manera automática. Los 8 restantes (del 5.° al 12.°) disputan la reclasificación al mejor de cinco (5) partidos. Tras la primera ronda de play-offs, los equipos se emparejan según su posición en la conferencia y disputan los cuartos de final al mejor de cinco (5) partidos. Con el mismo formato se continúa en play-offs hasta llegar a tener un campeón de conferencia, y entre ellos se define el campeón del torneo y el equipo que logra el ascenso.
Superfinal de La Liga Argentina
La disputan el campeón del torneo y el campeón del Torneo Súper 4. El ganador accede a la Liga Sudamericana. En caso de que el ganador del Súper 4 y de La Liga Argentina sea el mismo equipo, la superfinal no se disputa.

## Equipos participantes

### Ascensos y descensos
Equipos entrantes
| Pos. | Ascendidos del Torneo Federal |
| ---- | ----------------------------- |
| 1.º  | Ramos Mejía LTC               |
| 2.º  | Deportivo Norte (Armstrong)   |

| Pos. | Descendidos de la LNB 2016-17 |
| ---- | ----------------------------- |
| 20.º | Echagüe                       |

Equipos salientes
| Pos. | Ascendidos a la LNB       |
| ---- | ------------------------- |
| 1.º  | Comunicaciones (Mercedes) |

### Cambios de plazas
| Obtiene plaza              |
| -------------------------- |
| Ameghino de Villa María    |
| Talleres de Tafí Viejo     |
| Libertad de Sunchales      |
| Rivadavia de Mendoza       |
| Centro Español (Plottier)  |
| Villa Mitre (Buenos Aires) |

| Deja la plaza        |
| -------------------- |
| Sportivo Las Parejas |
| Huracán (Trelew)     |
| Salta Basket         |
| Ramos Mejía LTC      |
| Villa Ángela Basket  |
| Olimpo               |

### Equipos
| Club                        | Procedencia                              | Estadio                              | Capacidad |
| Ameghino                    | Villa María, Córdoba                     | La Leonera                           |           |
| Asociación Mitre            | Tucumán, Tucumán                         | Dionisio Muruaga                     |           |
| Atenas                      | Carmen de Patagones, Buenos Aires        | Carmelo Trípodi Calá                 | 2000      |
| Barrio Parque               | Córdoba, Córdoba                         | Teatro del Parque                    | 1000      |
| BHY Tiro Federal            | Morteros, Córdoba                        | Estadio Vide Tealdi                  | 1300      |
| Centro Español              | Plottier, Neuquén                        | El Templo                            |           |
| Ciclista Juninense          | Junín, Buenos Aires                      | Estadio Raúl "Chuni" Merlo           | 3100      |
| Deportivo Norte             | Armstrong, Santa Fe                      | Jorge Ferrero                        |           |
| Deportivo Viedma            | Viedma, Río Negro                        | Polideportivo Ángel Cayetano Arias   | 2500      |
| Echagüe                     | Paraná, Entre Ríos                       | Estadio Luis Butta                   | 2306      |
| Estudiantes                 | Olavarría, Buenos Aires                  | Parque Carlos Guerrero               | 7100      |
| Gimnasia y Esgrima La Plata | La Plata, Buenos Aires                   | Polideportivo Víctor Nethol          | 3000      |
| Hindú                       | Resistencia, Chaco                       | Ricardo Moro                         | 3100      |
| Independiente BBC           | Santiago del Estero, Santiago del Estero | Estadio Ciudad                       | 4000      |
| La Unión                    | Colón, Entre Ríos                        | Estadio Carlos Delasoie              | 1000      |
| Libertad                    | Sunchales, Santa Fe                      | El Hogar de los Tigres               | 4000      |
| Oberá TC                    | Oberá, Misiones                          | Estadio Oberá Tenis Club             | 2000      |
| Parque Sur                  | Concepción del Uruguay, Entre Ríos       | Estadio Parque Sur                   | 1500      |
| Petrolero Argentino         | Plaza Huincul, Neuquén                   | Gimnasio Municipal Enrique Mosconi   |           |
| Platense                    | Florida, Buenos Aires                    | Microestadio Ciudad de Vicente López | 2100      |
| Rivadavia                   | Rivadavia, Mendoza                       | Leopoldo Juan Brozovix               |           |
| San Isidro                  | San Francisco, Córdoba                   | Estadio Severo Robledo               | 800       |
| Talleres de Tafí Viejo      | Tafí Viejo, Tucumán                      | La Leonera                           |           |
| Temperley                   | Temperley, Buenos Aires                  | Microestadio Alejandro "Palo" Metz   | 1200      |
| Tomás de Rocamora           | Concepción del Uruguay, Entre Ríos       | Estadio Julio César Paccagnella      | 1000      |
| Unión                       | Santa Fe, Santa Fe                       | Estadio Ángel P. Malvicino           | 4500      |
| Villa San Martín            | Resistencia, Chaco                       | Villa San Martín                     | 1000      |
| Villa Mitre                 | Ciudad de Buenos Aires                   | Estadio Obras Sanitarias             | 3000      |

1. ↑  El Estadio Ciudad pertenece a la Asociación Atlética Quimsa de Santiago del Estero.
2. ↑  El estadio Gimnasio Municipal General Enrique Mosconi, donde Petrolero Argentino de Plaza Huincul ejerce la localía, está ubicado en Cutral Có.
3. ↑  El Estadio Obras Sanitarias pertenece al Club Atlético Obras de Buenos Aires.

## Primera fase

### División Norte
| Equipo | Equipo                         | PJ | PG | PP | Pts |
| ------ | ------------------------------ | -- | -- | -- | --- |
| 1.°    | Villa San Martín (Resistencia) | 14 | 11 | 3  | 25  |
| 2.°    | Oberá TC                       | 14 | 8  | 6  | 22  |
| 3.°    | Hindú (Resistencia)            | 14 | 7  | 7  | 21  |
| 4.°    | Talleres (Tafí Viejo)          | 14 | 6  | 8  | 20  |
| 5.°    | Asociación Mitre (Tucumán)     | 14 | 5  | 9  | 19  |
| 6.°    | Independiente BBC              | 14 | 5  | 9  | 19  |

|  | Disputa el Súper 4. |

| Hindú (R)            | 81 - 77 | Villa San Martín (R) | Hindú Club                               | 20 de octubre | 22:00 |
| Independiente BBC    | 74 - 82 | Talleres (TV)        | Estadio Ciudad                           | 21 de octubre | 21:30 |
| Oberá TC             | 90 - 88 | Asoc. Mitre (T)      | Polideportivo Municipal                  | 21 de octubre | 21:30 |
| Hindú (R)            | 85 - 72 | Asoc. Mitre (T)      | Hindú Club                               | 23 de octubre | 22:00 |
| Villa San Martín (R) | 67 - 61 | Talleres (TV)        | Villa San Martín                         | 25 de octubre | 21:30 |
| Asoc. Mitre (T)      | 78 - 67 | Independiente BBC    | Dionisio Muruaga                         | 26 de octubre | 22:00 |
| Hindú (R)            | 64 - 88 | Talleres (TV)        | Hindú Club                               | 27 de octubre | 22:00 |
| Oberá TC             | 90 - 60 | Talleres (TV)        | Polideportivo Provincial Finito Gehrmann | 29 de octubre | 21:30 |

| Asoc. Mitre (T)   | 78 - 87 | Hindú (R)            | Dionisio Muruaga | 30 de octubre  | 22:00 |
| Independiente BBC | 59 - 87 | Villa San Martín (R) | Estadio Ciudad   | 31 de octubre  | 21:30 |
| Talleres (TV)     | 80 - 72 | Hindú (R)            | Dionisio Muruaga | 1 de noviembre | 22:00 |
| Asoc. Mitre (T)   | 83 - 93 | Villa San Martín (R) | Dionisio Muruaga | 2 de noviembre | 22:00 |
| Talleres (TV)     | 89 - 91 | Villa San Martín (R) | Dionisio Muruaga | 4 de noviembre | 20:00 |
| Hindú (R)         | 98 - 85 | Oberá TC             | Hindú Club       | 5 de noviembre | 21:00 |

| Villa San Martín (R) | 84 - 69 | Oberá TC          | Villa San Martín (R) | 7 de noviembre  | 21:30 |
| Talleres (TV)        | 83 - 74 | Independiente BBC | Dionisio Muruaga     | 7 de noviembre  | 22:00 |
| Villa San Martín (R) | 80 - 75 | Hindú (R)         | Villa San Martín     | 10 de noviembre | 21:30 |
| Independiente BBC    | 81 - 74 | Asoc. Mitre (T)   | Estadio Ciudad       | 10 de noviembre | 22:00 |
| Villa San Martín (R) | 91 - 79 | Asoc. Mitre (T)   | Villa San Martín (R) | 12 de noviembre | 20:30 |

| Oberá TC             | 85 - 66 | Independiente BBC | Polideportivo Municipal | 13 de noviembre | 21:30 |
| Villa San Martín (R) | 95 - 99 | Independiente BBC | Villa San Martín        | 15 de noviembre | 21:30 |
| Asoc. Mitre (T)      | 77 - 68 | Talleres (TV)     | Dionisio Muruaga        | 15 de noviembre | 22:00 |
| Hindú (R)            | 85 - 75 | Independiente BBC | Hindú Club              | 17 de noviembre | 22:00 |
| Oberá TC             | 79 - 91 | Villa San Martín  | Oberá Tenis Club        | 19 de noviembre | 21:30 |

| Talleres (TV)     | 75 - 93 | Asoc. Mitre (T)      | La Leonera       | 20 de noviembre | 22:00 |
| Oberá TC          | 86 - 69 | Villa San Martín (R) | Oberá Tenis Club | 21 de noviembre | 21:30 |
| Independiente BBC | 94 - 87 | Talleres (TV)        | Estadio Ciudad   | 23 de noviembre | 21:30 |
| Hindú (R)         | 84 - 61 | Oberá TC             | Hindú Club       | 25 de noviembre | 21:00 |
| Asoc. Mitre (T)   | 88 - 78 | Independiente BBC    | Dionisio Muruaga | 26 de noviembre | 22:00 |

| Villa San Martín (R) | 83 - 75 | Oberá TC          | Villa San Martín | 27 de noviembre | 21:30 |
| Talleres (TV)        | 89 - 65 | Asoc. Mitre (T)   | La Leonera       | 29 de noviembre | 22:00 |
| Oberá TC             | 83 - 69 | Hindú (R)         | Oberá Tenis Club | 30 de noviembre | 21:30 |
| Talleres (TV)        | 69 - 74 | Independiente BBC | La Leonera       | 2 de noviembre  | 20:00 |
| Oberá TC             | 70 - 64 | Hindú (R)         | Oberá Tenis Club | 2 de noviembre  | 21:30 |

| Villa San Martín (R) | 68 - 58 | Hindú (R)            | Villa San Martín | 5 de diciembre  | 21:30 |
| Independiente BBC    | 83 - 87 | Asoc. Mitre (T)      | Estadio Ciudad   | 5 de diciembre  | 22:00 |
| Asoc. Mitre (T)      | 72 - 75 | Talleres (TV)        | Dionisio Muruaga | 8 de diciembre  | 22:00 |
| Independiente BBC    | 86 - 63 | Oberá TC             | Estadio Ciudad   | 9 de diciembre  | 21:30 |
| Hindú (R)            | 66 - 75 | Villa San Martín (R) | Hindú Club       | 10 de diciembre | 21:00 |
| Talleres (TV)        | 73 - 83 | Oberá TC             | La Leonera       | 11 de diciembre | 22:00 |
| Asoc. Mitre (T)      | 84 - 92 | Oberá TC             | Dionisio Muruaga | 13 de diciembre | 22:00 |
| Independiente BBC    | 58 - 95 | Hindú (R)            | Estadio Ciudad   | 14 de diciembre | 21:30 |

### División Centro Norte
| Equipo | Equipo                      | PJ | PG | PP | Pts |
| ------ | --------------------------- | -- | -- | -- | --- |
| 1.°    | Libertad                    | 14 | 9  | 5  | 23  |
| 2.°    | Ameghino (Villa María)      | 14 | 8  | 6  | 22  |
| 3.°    | Deportivo Norte (Armstrong) | 14 | 7  | 7  | 21  |
| 4.°    | Unión (Santa Fe)            | 14 | 7  | 7  | 21  |
| 5.°    | BHY Tiro Federal Morteros   | 14 | 7  | 7  | 21  |
| 6.°    | San Isidro (San Francisco)  | 14 | 7  | 7  | 21  |
| 7.°    | Barrio Parque               | 14 | 6  | 8  | 20  |
| 8.°    | Echagüe                     | 14 | 5  | 9  | 19  |

|  | Disputa el Súper 4. |

| BHY Tiro Federal    | 68 - 58 | San Isidro (SF)     | Estadio Vide Tealdi    | 19 de octubre | 21:00 |
| Echagüe             | 76 - 78 | Unión (SF)          | Luis Butta             | 21 de octubre | 21:30 |
| Barrio Parque       | 67 - 69 | BHY Tiro Federal    | Teatro del Parque      | 23 de octubre | 21:00 |
| Ameghino (VM)       | 95 - 85 | San Isidro (SF)     | La Leonera             | 23 de octubre | 21:30 |
| Deportivo Norte (A) | 86 - 77 | Echagüe             | Jorge Ferrero          | 24 de octubre | 21:30 |
| Unión (SF)          | 63 - 81 | Libertad (S)        | Ángel Malvicino        | 25 de octubre | 21:30 |
| Ameghino (VM)       | 72 - 70 | BHY Tiro Federal    | La Leonera             | 25 de octubre | 21:30 |
| San Isidro (SF)     | 86 - 80 | Deportivo Norte (A) | Severo Robledo         | 27 de octubre | 21:00 |
| Libertad            | 89 - 80 | Ameghino            | El Hogar de los Tigres | 28 de octubre | 21:30 |
| Unión (SF)          | 95 - 86 | Barrio Parque       | Ángel Malvicino        | 29 de octubre | 21:00 |
| BHY Tiro Federal    | 76 - 67 | Ameghino (VM)       | Vide Tealdi            | 29 de octubre | 21:00 |

| Echagüe             | 81 - 84 | Barrio Parque    | Luis Butta             | 30 de octubre  | 21:00 |
| San Isidro (SF)     | 76 - 74 | Libertad         | Severo Robledo         | 31 de octubre  | 21:00 |
| Deportivo Norte (A) | 74 - 60 | BHY Tiro Federal | Jorge Ferrero          | 2 de noviembre | 21:30 |
| Echagüe             | 82 - 74 | San Isidro (SF)  | Luis Butta             | 3 de noviembre | 21:30 |
| Ameghino (VM)       | 85 - 84 | Unión (SF)       | La Leonera             | 4 de noviembre | 20:00 |
| Libertad            | 77 - 76 | BHY Tiro Federal | El Hogar de los Tigres | 4 de noviembre | 21:30 |

| Barrio Parque       | 72 - 81  | Unión (SF)      | Teatro del Parque      | 6 de noviembre  | 21:00 |
| Deportivo Norte (A) | 106 - 78 | San Isidro (SF) | Jorge Ferrero          | 6 de noviembre  | 21:30 |
| BHY Tiro Federal    | 76 - 69  | Echagüe         | Vide Tealdi            | 7 de noviembre  | 21:30 |
| BHY Tiro Federal    | 73 - 75  | Libertad        | Vide Tealdi            | 9 de noviembre  | 21:30 |
| Echagüe             | 78 - 66  | Ameghino (VM)   | Luis Butta             | 11 de noviembre | 21:30 |
| Deportivo Norte (A) | 86 - 89  | Barrio Parque   | Jorge Ferrero          | 12 de noviembre | 20:00 |
| Libertad            | 99 - 75  | San Isidro (SF) | El Hogar de los Tigres | 12 de noviembre | 20:00 |
| Unión (SF)          | 94 - 86  | Ameghino (VM)   | Ángel Malvicino        | 12 de noviembre | 21:00 |

| Echagüe          | 80 - 66 | Libertad            | Luis Butta             | 14 de noviembre | 21:00 |
| San Isidro (SF)  | 77 - 75 | BHY Tiro Federal    | Severo Robledo         | 16 de noviembre | 21:00 |
| Barrio Parque    | 96 - 66 | Echagüe             | Teatro del Parque      | 17 de noviembre | 21:30 |
| Libertad         | 83 - 85 | Deportivo Norte (A) | El Hogar de los Tigres | 17 de noviembre | 21:30 |
| Ameghino (VM)    | 83 - 82 | Echagüe             | La Leonera             | 18 de noviembre | 20:00 |
| San Isidro (SF)  | 95 - 92 | Unión (SF)          | Severo Robledo         | 19 de noviembre | 20:00 |
| BHY Tiro Federal | 72 - 71 | Deportivo Norte (A) | Vide Tealdi            | 19 de noviembre | 21:00 |

| Barrio Parque       | 81 - 70  | San Isidro (SF) | Teatro del Parque      | 22 de noviembre | 21:00 |
| Deportivo Norte (A) | 102 - 86 | Unión (SF)      | Jorge Ferrero          | 22 de noviembre | 21:30 |
| Unión (SF)          | 79 - 83  | Echagüe         | Ángel Malvicino        | 25 de noviembre | 21:00 |
| Libertad            | 79 - 66  | Barrio Parque   | El Hogar de los Tigres | 25 de noviembre | 21:30 |
| San Isidro (SF)     | 69 - 61  | Ameghino (VM)   | Severo Robledo         | 26 de noviembre | 21:00 |
| BHY Tiro Federal    | 78 - 60  | Barrio Parque   | Vide Tealdi            | 26 de noviembre | 21:00 |

| Echagüe         | 75 - 78 | Deportivo Norte     | Luis Butta             | 28 de noviembre | 21:00 |
| Barrio Parque   | 81 - 69 | Ameghino (VM)       | Teatro del Parque      | 29 de noviembre | 21:00 |
| Unión (SF)      | 72 - 69 | Deportivo Norte (A) | Ángel Malvicino        | 30 de noviembre | 21:00 |
| Libertad        | 75 - 58 | Echagüe             | El Hogar de los Tigres | 2 de noviembre  | 21:30 |
| San Isidro (SF) | 75 - 74 | Barrio Parque       | Severo Robledo         | 3 de diciembre  | 20:00 |
| Unión (SF)      | 88 - 91 | BHY Tiro Federal    | Ángel Malvicino        | 3 de diciembre  | 21:00 |

| Echagüe             | 74 - 73 | BHY Tiro Federal    | Luis Butta             | 5 de diciembre  | 21:00 |
| Deportivo Norte (A) | 76 - 84 | Libertad            | Jorge Ferrero          | 5 de diciembre  | 21:30 |
| Ameghino (VM)       | 81 - 67 | Barrio Parque       | La Leonera             | 6 de diciembre  | 21:30 |
| Libertad            | 93 - 73 | Unión (SF)          | El Hogar de los Tigres | 8 de diciembre  | 21:30 |
| Deportivo Norte (A) | 78 - 90 | Ameghino (VM)       | Jorge Ferrero          | 9 de diciembre  | 21:30 |
| San Isidro (SF)     | 69 - 62 | Echagüe             | Severo Robledo         | 10 de diciembre | 20:00 |
| Barrio Parque       | 97 - 95 | Libertad            | Teatro del Parque      | 11 de diciembre | 21:00 |
| BHY Tiro Federal    | 55 - 63 | Unión (SF)          | Vide Tealdi            | 11 de diciembre | 21:30 |
| Barrio Parque       | 70 - 82 | Deportivo Norte (A) | Teatro del Parque      | 13 de diciembre | 21:00 |
| Ameghino (VM)       | 91 - 84 | Libertad            | La Leonera             | 13 de diciembre | 21:30 |
| Unión (SF)          | 81 - 75 | San Isidro (VM)     | Ángel Malvicino        | 14 de diciembre | 21:30 |
| Ameghino (VM)       | 92 - 70 | Deportivo Norte     | La Leonera             | 15 de diciembre | 21:30 |

### División Centro Sur
| Equipo | Equipo                        | PJ | PG | PP | Pts |
| ------ | ----------------------------- | -- | -- | -- | --- |
| 1.°    | Platense                      | 14 | 11 | 3  | 25  |
| 2.°    | Parque Sur                    | 14 | 8  | 6  | 22  |
| 3.°    | Gimnasia y Esgrima (La Plata) | 14 | 8  | 6  | 22  |
| 4.°    | Ciclista Juninense            | 14 | 8  | 6  | 22  |
| 5.°    | Temperley                     | 14 | 7  | 7  | 21  |
| 6.°    | Villa Mitre (Buenos Aires)    | 14 | 7  | 7  | 21  |
| 7.°    | Tomás de Rocamora             | 14 | 4  | 10 | 18  |
| 8.°    | La Unión (Colón)              | 14 | 3  | 11 | 17  |

|  | Disputa el Súper 4. |

| Platense           | 81 - 67 | Villa Mitre (BA)   | Ciudad de Vicente López | 20 de octubre | 21:00 |
| Ciclista Juninense | 82 - 63 | Gimnasia (LP)      | Raúl "chuni" Merlo      | 20 de octubre | 21:30 |
| Temperley          | 71 - 68 | Tomás de Rocamora  | Temperley               | 21 de octubre | 21:00 |
| Villa Mitre (BA)   | 69 - 62 | Ciclista Juninense | Obras Sanitarias        | 23 de octubre | 21:00 |
| Gimnasia (LP)      | 79 - 78 | Tomás de Rocamora  | Víctor Nethol           | 23 de octubre | 21:30 |
| Parque Sur         | 83 - 72 | La Unión (C)       | Parque Sur              | 23 de octubre | 21:30 |
| Gimnasia (LP)      | 79 - 76 | Temperley          | Víctor Nethol           | 25 de octubre | 21:30 |
| La Unión (C)       | 81 - 88 | Villa Mitre (BA)   | Carlos Delasoie         | 26 de octubre | 21:30 |
| Tomás de Rocamora  | 89 - 91 | Plantese           | Julio César Paccagnella | 27 de octubre | 21:30 |
| Villa Mitre (BA)   | 55 - 57 | Parque Sur         | Obras Sanitarias        | 29 de octubre | 19:00 |
| Ciclista Juninense | 71 - 65 | Temperley          | Raúl "chuni" Merlo      | 29 de octubre | 21:00 |

| Tomás de Rocamora  | 76 - 79 | La Unión (C)       | Carlos Delasoie         | 30 de octubre  | 21:30 |
| Temperley          | 82 - 85 | Platense           | Temperley               | 31 de octubre  | 21:00 |
| Gimnasia (LP)      | 93 - 80 | Ciclista Juninense | Víctor Nethol           | 1 de noviembre | 21:30 |
| Villa Mitre        | 81 - 65 | Tomás de Rocamora  | Obras Sanitarias        | 2 de noviembre | 21:00 |
| Platense           | 87 - 64 | Parque Sur         | Ciudad de Vicente López | 4 de noviembre | 20:00 |
| Ciclista Juninense | 89 - 80 | Tomás de Rocamora  | Raúl "chuni" Merlo      | 5 de noviembre | 21:00 |
| La Unión (C)       | 90 - 95 | Gimnasia (LP)      | Carlos Delasoie         | 5 de noviembre | 21:30 |

| Villa Mitre (BA)  | 71 - 84  | Temperley          | Obras Sanitarias        | 6 de noviembre  | 21:00 |
| La Unión (C)      | 85 - 91  | Platense           | Carlos Delasoie         | 8 de noviembre  | 21:30 |
| Parque Sur        | 78 - 68  | Ciclista Juninense | Parque Sur              | 8 de noviembre  | 21:30 |
| Temperley         | 99 - 85  | Gimnasia (LP)      | Temperley               | 9 de noviembre  | 21:00 |
| Tomás de Rocamora | 83 - 74  | Villa Mitre (BA)   | Julio César Paccagnella | 10 de noviembre | 21:30 |
| Temperley         | 102 - 69 | La Unión (C)       | Temperley               | 12 de noviembre | 21:00 |
| Parque Sur        | 73 - 76  | Villa Mitre (BA)   | Parque Sur              | 12 de noviembre | 21:00 |

| Gimnasia (LP)      | 96 - 89  | La Unión (C)       | Víctor Nethol           | 13 de noviembre | 21:30 |
| Tomás de Rocamora  | 66 - 80  | Ciclista Juninense | Julio César Paccagnella | 13 de noviembre | 21:30 |
| Parque Sur         | 79 - 70  | Platense           | Parque Sur              | 14 de noviembre | 21:30 |
| Gimnasia (LP)      | 84 - 81  | Parque Sur         | Víctor Nethol           | 17 de noviembre | 21:30 |
| Ciclista Juninense | 101 - 92 | Platense           | Raúl "chuni" Merlo      | 17 de noviembre | 21:30 |
| Temperley          | 80 - 75  | Parque Sur         | Temperley               | 18 de noviembre | 21:00 |

| Villa Mitre (BA)  | 88 - 82  | La Unión (C)      | Obras Sanitarias        | 20 de noviembre | 21:00 |
| Tomás de Rocamora | 86 - 61  | Gimnasia (LP)     | Julio César Paccagnella | 20 de noviembre | 21:30 |
| Platense          | 92 - 60  | Temperley         | Ciudad de Vicente López | 21 de noviembre | 21:00 |
| Parque Sur        | 85 - 75  | Tomás de Rocamora | Parque Sur              | 23 de noviembre | 21:00 |
| Temperley         | 71 - 77  | Villa Mitre (BA)  | Temperley               | 24 de noviembre | 21:00 |
| Gimnasia (LP)     | 87 - 80  | Platense          | Víctor Nethol           | 26 de noviembre | 21:00 |
| La Unión (C)      | 106 - 89 | Tomás de Rocamora | Carlos Delasoie         | 26 de noviembre | 21:30 |

| La Unión (C)       | 80 - 84 | Parque Sur         | Carlos Delasoie         | 28 de noviembre | 21:00 |
| Platense           | 99 - 68 | Ciclista Juninense | Ciudad de Vicente López | 29 de noviembre | 21:00 |
| Platense           | 77 - 68 | Tomás de Rocamora  | Ciudad de Vicente López | 1 de diciembre  | 21:00 |
| Parque Sur         | 78 - 72 | Gimnasia (LP)      | Parque Sur              | 1 de diciembre  | 21:30 |
| Ciclista Juninense | 76 - 72 | Villa Mitre (BA)   | Raúl "chuni" Merlo      | 1 de diciembre  | 21:30 |
| Parque Sur         | 86 - 61 | Temperley          | Parque Sur              | 3 de diciembre  | 21:00 |
| Ciclista Juninense | 84 - 73 | La Unión (C)       | Raúl "chuni" Merlo      | 3 de diciembre  | 21:00 |

| Villa Mitre (BA)   | 96 - 82 | Gimnasia (LP)      | Obras Sanitarias        | 4 de diciembre  | 21:00 |
| Tomás de Rocamora  | 85 - 67 | Temperley          | Julio César Paccagnella | 5 de diciembre  | 21:30 |
| Villa Mitre (BA)   | 67 - 94 | Platense           | Obras Sanitarias        | 6 de diciembre  | 21:00 |
| La Unión (C)       | 75 - 80 | Temperley          | Carlos Delasoie         | 7 de diciembre  | 21:30 |
| Ciclista Juninense | 81 - 79 | Parque Sur         | Raúl "chuni" Merlo      | 8 de diciembre  | 21:30 |
| Gimnasia (LP)      | 80 - 69 | Villa Mitre (BA)   | Víctor Nethol           | 9 de diciembre  | 21:00 |
| Platense           | 76 - 69 | La Unión (C)       | Ciudad de Vicente López | 10 de diciembre | 20:00 |
| Temperley          | 90 - 75 | Ciclista Juninense | Temperley               | 11 de diciembre | 21:00 |
| Tomás de Rocamora  | 72 - 46 | Parque Sur         | Julio César Paccagnella | 11 de diciembre | 21:30 |
| Platense           | 99 - 54 | Gimnasia (LP)      | Ciudad de Vicente López | 13 de diciembre | 21:30 |
| La Unión (C)       | 90 - 71 | Ciclista Juninense | Carlos Delasoie         | 13 de diciembre | 21:30 |

### División Sur
| Equipo | Equipo                              | PJ | PG | PP | Pts |
| ------ | ----------------------------------- | -- | -- | -- | --- |
| 1.°    | Deportivo Viedma                    | 14 | 11 | 3  | 25  |
| 2.°    | Petrolero Argentino (Plaza Huincul) | 14 | 8  | 6  | 22  |
| 3.°    | Estudiantes (Olavarría)             | 14 | 7  | 7  | 21  |
| 4.°    | Atenas (Carmen de Patagones)        | 14 | 7  | 7  | 21  |
| 5.°    | Rivadavia (Mendoza)                 | 14 | 5  | 9  | 19  |
| 6.°    | Centro Español (Plottier)           | 14 | 4  | 10 | 18  |

|  | Disputa el Súper 4. |

| Centro Español (P) | 81 - 74 | Petrolero (PH)   | El Templo                     | 21 de octubre | 21:30 |
| Estudiantes (O)    | 74 - 75 | Deportivo Viedma | Parque Carlos Guerrero        | 23 de octubre | 21:30 |
| Rivadavia (M)      | 72 - 74 | Atenas           | Leopoldo Brozovix             | 23 de octubre | 21:30 |
| Estudiantes (O)    | 76 - 59 | Deportivo Viedma | Parque Carlos Guerrero        | 25 de octubre | 21:30 |
| Petrolero (PH)     | 75 - 81 | Atenas (CdP)     | Gimnasio Municipal E. Mosconi | 25 de octubre | 21:30 |
| Centro Español (P) | 86 - 92 | Atenas (CdP)     | El Templo                     | 27 de octubre | 21:30 |
| Deportivo Viedma   | 86 - 78 | Petrolero (PH)   | Ángel Cayetano Arias          | 28 de octubre | 21:30 |

| Atenas (CdP)     | 89 - 67 | Petrolero (PH)     | Carmelo Trípodi Calá   | 30 de octubre  | 21:30 |
| Deportivo Viedma | 84 - 69 | Rivadavia (M)      | Ángel Cayetano Arias   | 31 de octubre  | 21:30 |
| Estudiantes (O)  | 93 - 80 | Petrolero (PH)     | Parque Carlos Guerrero | 1 de noviembre | 21:30 |
| Atenas (CdP)     | 60 - 61 | Rivadavia (M)      | Carmelo Trípodi Calá   | 2 de noviembre | 21:30 |
| Deportivo Viedma | 93 - 88 | Centro Español (P) | Ángel Cayetano Arias   | 3 de noviembre | 21:30 |
| Estudiantes (O)  | 73 - 64 | Rivadavia (M)      | Parque Carlos Guerrero | 4 de noviembre | 21:30 |
| Atenas (CdP)     | 76 - 66 | Centro Español (P) | Carmelo Trípodi Calá   | 5 de noviembre | 21:30 |

| Rivadavia (M)    | 72 - 77 | Deportivo Viedma   | Leopoldo Brozovix             | 7 de noviembre  | 21:30 |
| Petrolero (PH)   | 63 - 60 | Centro Español (P) | Gimnasio Municipal E. Mosconi | 9 de noviembre  | 21:30 |
| Deportivo Viedma | 79 - 74 | Estudiantes (O)    | Ángel Cayetano Arias          | 10 de noviembre | 21:30 |
| Atenas (CdP)     | 79 - 67 | Estudiantes (O)    | Carmelo Trípodi Calá          | 12 de noviembre | 21:30 |

| Centro Español (P) | 84 - 81 | Estudiantes (O) | El Templo                     | 14 de noviembre | 21:30 |
| Petrolero (PH)     | 73 - 70 | Rivadavia (M)   | Gimnasio Municipal E. Mosconi | 15 de noviembre | 21:30 |
| Deportivo Viedma   | 85 - 84 | Atenas (CdP)    | Ángel Cayetano Arias          | 16 de noviembre | 21:00 |
| Centro Español (P) | 78 - 86 | Rivadavia (M)   | El Templo                     | 17 de noviembre | 21:30 |
| Estudiantes (O)    | 73 - 62 | Atenas (CdP)    | Parque Carlos Guerrero        | 19 de noviembre | 21:00 |

| Petrolero (PH)     | 80 - 77 | Deportivo Viedma | Gimnasio Municipal E. Mosconi | 20 de noviembre | 21:30 |
| Centro Español (P) | 84 - 86 | Deportivo Viedma | El Templo                     | 22 de noviembre | 21:30 |
| Rivadavia (M)      | 80 - 55 | Petrolero (PH)   | Leopoldo Brozovix             | 24 de noviembre | 22:00 |
| Rivadavia (M)      | 66 - 68 | Petrolero (PH)   | Leopoldo Brozovix             | 26 de noviembre | 21:00 |

| Deportivo Viedma   | 81 - 76 | Estudiantes (O)    | Ángel Cayetano Arias          | 28 de noviembre | 21:30 |
| Petrolero (PH)     | 81 - 77 | Centro Español (P) | Gimnasio Municipal E. Mosconi | 29 de noviembre | 21:30 |
| Atenas (CdP)       | 80 - 83 | Estudiantes (O)    | Carmelo Trípodi Calá          | 30 de noviembre | 21:30 |
| Atenas (CdP)       | 64 - 86 | Deportivo Viedma   | Carmelo Trípodi Calá          | 2 de diciembre  | 21:30 |
| Centro Español (P) | 87 - 73 | Rivadavia (M)      | El Templo                     | 2 de diciembre  | 21:30 |
| Petrolero (PH)     | 85 - 80 | Estudiantes (O)    | Gimnasio Municipal E. Mosconi | 2 de diciembre  | 21:30 |

| Petrolero (PH)     | 78 - 71 | Rivadavia (M)      | Gimnasio Municipal E. Mosconi | 4 de diciembre  | 21:30 |
| Deportivo Viedma   | 82 - 69 | Atenas (CdP)       | Ángel Cayetano Arias          | 5 de diciembre  | 21:30 |
| Estudiantes (O)    | 90 - 82 | Centro Español (P) | Parque Carlos Guerrero        | 5 de diciembre  | 21:30 |
| Estudiantes (O)    | 75 - 64 | Atenas (CdP)       | Parque Carlos Guerrero        | 8 de diciembre  | 21:30 |
| Rivadavia (M)      | 76 - 64 | Centro Español (P) | Leopoldo Brozovix             | 8 de diciembre  | 22:00 |
| Rivadavia (M)      | 57 - 71 | Centro Español (P) | Leopoldo Brozovix             | 10 de diciembre | 21:30 |
| Atenas (CdP)       | 78 - 75 | Deportivo Viedma   | Carmelo Trípodi Calá          | 11 de diciembre | 21:30 |
| Centro Español (P) | 80 - 96 | Petrolero (PH)     | El Templo                     | 13 de diciembre | 21:30 |
| Rivadavia (M)      | 93 - 86 | Estudiantes (O)    | Leopoldo Brozovix             | 13 de diciembre | 21:30 |

## Torneo Súper 4
El «Torneo Súper 4» es el certamen de mitad de temporada que enfrenta a los cuatro ganadores de la primera fase y tiene por finalidad determinar un equipo que se enfrentará con el campeón de la temporada en la «Supercopa de la Liga Argentina» por un lugar en la próxima Liga Sudamericana de Clubes. El torneo tendrá lugar el 6 y el 7 de enero. La sede designada fue El Hogar de los Tigres, estadio de Libertad de Sunchales, uno de los cuatro clasificados junto con Villa San Martín de Resistencia, Deportivo Viedma y Platense. Los enfrentamientos fueron determinados por los resultados de los equipos en la primera fase, ordenándolos según la cantidad de puntos que obtuvieron. Ese orden determinó a Platense primero, Villa San Martín segundo, Deportivo Viedma tercero y Libertad cuarto. El campeón del torneo fue el equipo organizador, Libertad, y Nicolás Copello, base del equipo, fue elegido el jugador más valioso.
|  | Semifinales          | Semifinales          | Semifinales      |                  |          | Final    | Final | Final |  |
|  |                      |                      |                  |                  |          |          |       |       |  |
|  |                      |                      |                  |                  |          |          |       |       |  |
|  | Platense             | Platense             | 58               |                  |          |          |       |       |  |
|  | Platense             | Platense             | 58               |                  |          |          |       |       |  |
|  | Libertad             | Libertad             | 92               |                  |          |          |       |       |  |
|  | Libertad             | Libertad             | 92               |                  | Libertad | Libertad | 77    |       |  |
|  |                      |                      |                  |                  | Libertad | Libertad | 77    |       |  |
|  |                      |                      | Deportivo Viedma | Deportivo Viedma | 71       |          |       |       |  |
|  | Villa San Martín (R) | Villa San Martín (R) | Deportivo Viedma | Deportivo Viedma | 71       | 73       |       |       |  |
|  | Villa San Martín (R) | Villa San Martín (R) |                  |                  |          | 73       |       |       |  |
|  | Deportivo Viedma     | Deportivo Viedma     | 75               |                  |          |          |       |       |  |
|  | Deportivo Viedma     | Deportivo Viedma     | 75               |                  |          |          |       |       |  |
|  |                      |                      |                  |                  |          |          |       |       |  |

Semifinales
| 6 de enero, 18:00 | Villa San Martín (R)                                            | 73–75                | Deportivo Viedma                                                                | Sunchales                                                                                       |  |
|                   | Parciales: 11-17, 19-14, 18-27, 25-17                           |                      |                                                                                 |                                                                                                 |  |
|                   | Estadísticas Paul Larsen 14 Travis Hammonds 12 Martín Cabrera 7 | Reporte Pts Reb Asts | Estadísticas 27 Federico Mariani 7 Alejandro Peralta Barreto 7 Federico Mariani | Pabellón: El Hogar de los Tigres Árbitros: * Ariel Rosas * Leonardo Barotto Televisión: DeporTV |  |

| 6 de enero, 20:00 | Libertad                                                                | 92–58                | Platense                                                 | Sunchales                                                                                         |  |
|                   | Parciales: 27-14, 21-12, 22-13, 22-19                                   |                      |                                                          |                                                                                                   |  |
|                   | Estadísticas Bruno Barovero 24 Miguel Ruíz González 12 Bruno Barovero 8 | Reporte Pts Reb Asts | Estadísticas 17 Tyrone Lee 9 Tyrone Lee 3 Facundo Zárate | Pabellón: El Hogar de los Tigres Árbitros: * Javier Sánchez * Cristian Alfaro Televisión: DeporTV |  |

Final
| 7 de enero, 20:00 | Libertad                                                               | 77–71                | Deportivo Viedma                                                                      | Sunchales                                                                                     |  |
|                   | Parciales: 19-16, 27-21, 11-17, 20-17                                  |                      |                                                                                       |                                                                                               |  |
|                   | Estadísticas Nicolás Copello 28 Miguel Ruíz González 14 Ernesto Zago 5 | Reporte Pts Reb Asts | Estadísticas 23 Francisco Centeno Eligon 9 Francisco Centeno Eligon 4 Fermín Thygesen | Pabellón: El Hogar de los Tigres Árbitros: * Ariel Rosas * Javier Sánchez Televisión: DeporTV |  |

Libertad

Campeón

Primer título

## Segunda fase

### Conferencia norte
| Equipo | Equipo                         | Arranque | PJ | PG | PP | Pts  |
| ------ | ------------------------------ | -------- | -- | -- | -- | ---- |
| 1.°    | Libertad                       | 11,5     | 26 | 19 | 7  | 56,5 |
| 2.°    | Hindú (Resistencia)            | 10,5     | 26 | 19 | 7  | 55,5 |
| 3.°    | BHY Tiro Federal Morteros      | 10,5     | 26 | 16 | 10 | 52,5 |
| 4.°    | Deportivo Norte (Armstrong)    | 10,5     | 26 | 15 | 11 | 51,5 |
| 5.°    | Oberá TC1                      | 11,0     | 26 | 14 | 12 | 51,0 |
| 6.°    | Barrio Parque1                 | 10,0     | 26 | 15 | 11 | 51,0 |
| 7.°    | Talleres (Tafí Viejo)          | 10,0     | 26 | 13 | 13 | 49,0 |
| 8.°    | Unión (Santa Fe)               | 10,5     | 26 | 12 | 14 | 48,5 |
| 9.°    | Villa San Martín (Resistencia) | 12,5     | 26 | 9  | 17 | 47,5 |
| 10.°   | Independiente BBC2             | 9,5      | 26 | 11 | 15 | 46,5 |
| 11.°   | Asociación Mitre (Tucumán)2    | 9,5      | 26 | 11 | 15 | 46,5 |
| 12.°   | Ameghino (Villa María)         | 11,0     | 26 | 9  | 17 | 46,0 |
| 13.°   | San Isidro (San Francisco)3    | 10,5     | 26 | 9  | 17 | 45,5 |
| 14.°   | Echagüe3                       | 9,5      | 26 | 10 | 16 | 45,5 |

|  | Avanza a los cuartos de final de conferencia. |
|  | Avanza a la fase previa de conferencia.       |
|  | Disputa la serie por la permanencia.          |

1: El desempate entre Oberá Tenis Club y Barrio Parque se definió por los encuentros entre ellos en esta fase, Oberá TC ganó ambos (21 de diciembre y 12 de enero).
2: El desempate entre Independiente BBC y Asociación Mitre de Tucumán se definió por los encuentros entre ellos en esta fase, Independiente BBC ganó ambos (11 de marzo y 8 de abril).
3: El desempate entre San Isidro de San Francisco y Echagüe se definió por los encuentros entre ellos en esta fase. San Isidro ganó 85 a 77 el 4 de marzo y Echagüe ganó 86 a 81 el 6 de abril, sumando ambos encuentros San Isidro logró 166 puntos y Echagüe 163.
| Independiente BBC    | 64 - 90  | Hindú (R)         | Ciudad                 | 16 de diciembre | 21:30 |
| Echagüe              | 71 - 58  | Talleres (TV)     | Luis Butta             | 16 de diciembre | 21:30 |
| Libertad             | 80 - 57  | BHY Tiro Federal  | El Hogar de los Tigres | 17 de diciembre | 20:00 |
| Oberá TC             | 80 - 69  | San Isidro (SF)   | Oberá Tenis Club       | 17 de diciembre | 21:30 |
| Villa San Martín (R) | 79 - 70  | Barrio Parque     | Villa San Martín       | 18 de diciembre | 21:30 |
| Unión (SF)           | 78 - 92  | Talleres (TV)     | Ángel Malvicino        | 18 de diciembre | 21:30 |
| Echagüe              | 61 - 78  | Asoc. Mitre (T)   | Luis Butta             | 19 de diciembre | 21:00 |
| Deportivo Norte (A)  | 94 - 97  | BHY Tiro Federal  | Jorge Ferrero          | 19 de diciembre | 21:30 |
| Hindú (R)            | 65 - 84  | Barrio Parque     | Hindú Club             | 19 de diciembre | 22:00 |
| Villa San Martín (R) | 72 - 82  | Ameghino (VM)     | Villa San Martín       | 20 de diciembre | 21:30 |
| Deportivo Norte (A)  | 95 - 83  | San Isidro (SF)   | Jorge Ferrero          | 21 de diciembre | 21:30 |
| Unión (SF)           | 102 - 84 | Asoc. Mitre (T)   | Ángel Malvicino        | 21 de diciembre | 21:30 |
| Oberá TC             | 86 - 75  | Barrio Parque     | Oberá Tenis Club       | 21 de diciembre | 21:30 |
| Talleres (TV)        | 75 - 62  | Independiente BBC | La Leonera             | 21 de diciembre | 22:00 |
| Hindú (R)            | 88 - 65  | Ameghino (VM)     | Hindú Club             | 21 de diciembre | 22:00 |

| 22/12 al 4/1, semanas de receso por la fiestas. |
| ----------------------------------------------- |

| 6/1 y 7/1 disputa del Torneo Súper 4. |
| ------------------------------------- |

| San Isidro (SF)     | 61 - 58  | Deportivo Norte (A)  | Severo Robledo         | 10 de enero | 21:00 |
| Ameghino (VM)       | 83 - 84  | Oberá TC             | La Leonera             | 10 de enero | 21:30 |
| Unión (SF)          | 85 - 76  | Villa San Martín (R) | Ángel Malvicino        | 10 de enero | 21:30 |
| Talleres (TV)       | 82 - 58  | BHY Tiro Federal     | La Leonera             | 10 de enero | 22:00 |
| Echagüe             | 69 - 68  | Villa San Martín (R) | Luis Butta             | 12 de enero | 21:30 |
| Barrio Parque       | 66 - 77  | Oberá TC             | Teatro del Parque      | 12 de enero | 21:30 |
| Libertad            | 102 - 72 | Unión (SF)           | El Hogar de los Tigres | 12 de enero | 21:30 |
| Asoc. Mitre (T)     | 71 - 85  | BHY Tiro Federal     | Asociación Mitre       | 12 de enero | 22:00 |
| Talleres (TF)       | 86 - 106 | Hindú (R)            | La Leonera             | 12 de enero | 22:00 |
| Deportivo Norte (A) | 93 - 51  | Ameghino (VM)        | Jorge Ferrero          | 14 de enero | 20:00 |
| Asoc. Mitre (T)     | 87 - 93  | Hindú (R)            | Asociación Mitre       | 14 de enero | 20:30 |
| Echagüe             | 79 - 76  | Independiente BBC    | Luis Butta             | 14 de enero | 21:00 |
| San Isidro (SF)     | 83 - 70  | Barrio Parque        | Severo Robledo         | 14 de enero | 21:00 |

| Oberá TC             | 69 - 80 | Talleres (TV)     | Oberá TC          | 15 de enero | 21:30 |
| Unión (SF)           | 84 - 77 | Independiente BBC | Ángel Malvicino   | 16 de enero | 21:30 |
| BHY Tiro Federal     | 84 - 74 | San Isidro (SF)   | Vide Tealdi       | 17 de enero | 21:30 |
| Oberá TC             | 88 - 67 | Ameghino (VM)     | Oberá TC          | 17 de enero | 21:30 |
| Villa San Martín (R) | 96 - 90 | Talleres (TV)     | Villa San Martín  | 17 de enero | 21:30 |
| Hindú (R)            | 80 - 75 | Echagüe           | Hindú Club        | 17 de enero | 22:00 |
| Barrio Parque        | 79 - 64 | Libertad          | Teatro del Parque | 19 de enero | 21:30 |
| Villa San Martín (R) | 90 - 72 | Echagüe           | Villa San Martín  | 19 de enero | 21:30 |
| Hindú (R)            | 96 - 89 | Talleres (TV)     | Hindú Club        | 19 de enero | 22:00 |
| Asoc. Mitre (T)      | 90 - 83 | Unión (SF)        | Asociación Mitre  | 20 de enero | 21:00 |
| Ameghino (VM)        | 74 - 93 | Libertad          | La Leonera        | 21 de enero | 20:00 |
| Oberá TC             | 81 - 78 | Echagüe           | Oberá TC          | 21 de enero | 21:30 |

| Deportivo Norte (A) | 84 - 74 | Barrio Parque        | Jorge Ferrero          | 22 de enero | 21:30 |
| Talleres (TV)       | 90 - 77 | Unión (SF)           | La Leonera             | 22 de enero | 22:00 |
| Independiente BBC   | 85 - 80 | Villa San Martín (R) | Ciudad                 | 22 de enero | 22:00 |
| San Isidro (SF)     | 85 - 80 | Ameghino (VM)        | Severo Robledo         | 24 de enero | 21:00 |
| BHY Tiro Federal    | 80 - 57 | Hindú (R)            | Vide Tealdi            | 24 de enero | 21:30 |
| Libertad            | 87 - 76 | Oberá TC             | El Hogar de los Tigres | 24 de enero | 21:30 |
| Talleres (TV)       | 97 - 71 | Villa San Martín (R) | La Leonera             | 24 de enero | 22:00 |
| Independiente BBC   | 68 - 64 | Unión (SF)           | Ciudad                 | 25 de enero | 22:00 |
| Deportivo Norte (A) | 85 - 79 | Oberá TC             | Jorge Ferrero          | 26 de enero | 21:30 |
| Libertad            | 89 - 82 | Hindú (R)            | El Hogar de los Tigres | 26 de enero | 21:30 |
| Asoc. Mitre (T)     | 87 - 82 | Villa San Martín (R) | Asociación Mitre       | 26 de enero | 22:00 |
| Ameghino (VM)       | 85 - 82 | San Isidro (SF)      | La Leonera             | 27 de enero | 20:00 |
| Unión (SF)          | 89 - 82 | Echagüe              | Ángel Malvicino        | 27 de enero | 21:00 |
| BHY Tiro Federal    | 80 - 64 | Talleres (TV)        | Vide Tealdi            | 28 de enero | 21:00 |
| Barrio Parque       | 87 - 83 | Independiente BBC    | Teatro del Parque      | 28 de enero | 21:30 |

| Oberá TC             | 87 - 91   | Asoc. Mitre (T)      | Oberá TC               | 29 de enero  | 21:30 |
| San Isidro (SF)      | 81 - 74   | Talleres (TV)        | Severo Robledo         | 30 de enero  | 21:00 |
| Ameghino (VM)        | 84 - 81   | Independiente BBC    | La Leonera             | 30 de enero  | 21:30 |
| Barrio Parque        | 90 - 81   | Unión (SF)           | Teatro del Parque      | 31 de enero  | 21:30 |
| Villa San Martín (R) | 80 - 73   | BHY Tiro Federal     | Villa San Martín       | 31 de enero  | 21:30 |
| Echagüe              | 70 - 68   | Libertad             | Luis Butta             | 31 de enero  | 22:00 |
| Hindú (R)            | 82 - 86   | Asoc. Mitre (T)      | Hindú Club             | 31 de enero  | 22:00 |
| Ameghino (VM)        | 124 - 130 | Unión (SF)           | La Leonera             | 2 de febrero | 21:30 |
| Hindú (R)            | 76 - 59   | BHY Tiro Federal     | Hindú Club             | 2 de febrero | 22:00 |
| Asoc. Mitre (T)      | 90 - 82   | Deportivo Norte (A)  | Asociación Mitre       | 3 de febrero | 21:00 |
| Oberá TC             | 89 - 84   | Villa San Martín (R) | Oberá TC               | 3 de febrero | 21:30 |
| Libertad             | 69 - 65   | Barrio Parque        | El Hogar de los Tigres | 4 de febrero | 20:00 |

| BHY Tiro Federal  | 78 - 76 | Barrio Parque        | Vide Tealdi            | 5 de febrero  | 21:30 |
| Talleres (TV)     | 75 - 66 | Deportivo Norte (A)  | La Leonera             | 5 de febrero  | 22:00 |
| Echagüe           | 66 - 68 | Hindú (R)            | Luis Butta             | 6 de febrero  | 22:00 |
| San Isidro (SF)   | 87 - 77 | Villa San Martín (R) | Severo Robledo         | 7 de febrero  | 21:00 |
| BHY Tiro Federal  | 87 - 72 | Ameghino (VM)        | Vide Tealdi            | 7 de febrero  | 21:30 |
| Independiente BBC | 72 - 74 | Deportivo Norte (A)  | Ciudad                 | 7 de febrero  | 22:00 |
| Unión (SF)        | 97 - 89 | Hindú (R)            | Ángel Malvicino        | 8 de febrero  | 21:30 |
| BHY Tiro Federal  | 79 - 82 | Villa San Martín (R) | Vide Tealdi            | 9 de febrero  | 21:30 |
| Libertad          | 95 - 91 | Ameghino (VM)        | El Hogar de los Tigres | 9 de febrero  | 21:30 |
| Asoc. Mitre (T)   | 91 - 64 | Echagüe              | Asociación Mitre       | 10 de febrero | 21:00 |
| Talleres (TV)     | 81 - 84 | Echagüe              | La Leonera             | 11 de febrero | 20:00 |
| San Isidro (SF)   | 85 - 75 | Independiente BBC    | Severo Robledo         | 11 de febrero | 21:00 |
| Hindú (R)         | 98 - 62 | Oberá TC             | Hindú Club             | 11 de febrero | 21:00 |

| San Isidro (SF)      | 73 - 84 | Unión (SF)        | Severo Robledo         | 13 de febrero | 21:00 |
| BHY Tiro Federal     | 76 - 67 | Independiente BBC | Vide Tealdi            | 13 de febrero | 21:30 |
| Deportivo Norte      | 69 - 73 | Libertad          | Jorge Ferrero          | 13 de febrero | 21:30 |
| Villa San Martín (R) | 85 - 95 | Oberá TC          | Villa San Martín       | 13 de febrero | 21:30 |
| Barrio Parque        | 85 - 75 | Ameghino (VM)     | Teatro del Parque      | 14 de febrero | 21:30 |
| Libertad             | 99 - 79 | San Isidro (SF)   | El Hogar de los Tigres | 16 de febrero | 21:30 |
| Echagüe              | 68 - 58 | BHY Tiro Federal  | Luis Butta             | 16 de febrero | 22:00 |
| Independiente BBC    | 76 - 69 | Ameghino (VM)     | Ciudad                 | 16 de febrero | 22:00 |
| Asoc. Mitre (T)      | 84 - 94 | Talleres (TV)     | Asociación Mitre       | 17 de febrero | 21:00 |
| Unión (SF)           | 80 - 77 | BHY Tiro Federal  | Ángel Malvicino        | 18 de febrero | 21:00 |
| Oberá TC             | 79 - 87 | Hindú (R)         | Oberá TC               | 18 de febrero | 21:30 |

| Barrio Parque        | 83 - 80   | Echagüe           | Teatro del Parque      | 19 de febrero | 21:30 |
| Deportivo Norte (A)  | 96 - 92   | Independiente BBC | Jorge Ferrero          | 19 de febrero | 21:30 |
| Ameghino (VM)        | 93 - 84   | Echagüe           | La Leonera             | 20 de febrero | 21:30 |
| Villa San Martín (R) | 80 - 70   | San Isidro        | Villa San Martín       | 20 de febrero | 21:30 |
| Deportivo Norte (A)  | 75 - 73   | Asoc. Mitre (T)   | Jorge Ferrero          | 21 de febrero | 21:30 |
| Libertad             | 74 - 76   | Independiente BBC | El Hogar de los Tigres | 21 de febrero | 21:30 |
| Hindú (R)            | 100 - 68  | San Isidro        | Hindú Club             | 22 de febrero | 22:00 |
| Ameghino (VM)        | 86 - 76   | Asoc. Mitre (T)   | La Leonera             | 23 de febrero | 21:30 |
| BHY Tiro Federal     | 86 - 94   | Libertad          | Vide Tealdi            | 23 de febrero | 21:30 |
| Unión (SF)           | 102 - 106 | Oberá TC          | Ángel Malvicino        | 24 de febrero | 21:00 |
| Independiente BBC    | 70 - 75   | Talleres (TV)     | Ciudad                 | 24 de febrero | 22:00 |
| San Isidro (SF)      | 59 - 63   | BHY Tiro Federal  | Severo Robledo         | 25 de febrero | 20:00 |
| Barrio Parque        | 73 - 70   | Asoc. Mitre (T)   | Teatro del Parque      | 25 de febrero | 22:00 |

| Echagüe              | 84 - 87  | Oberá TC             | Luis Butta        | 26 de febrero | 21:00 |
| Ameghino (VM)        | 83 - 91  | Deportivo Norte (A)  | La Leonera        | 26 de febrero | 21:30 |
| Unión (SF)           | 85 - 68  | San Isidro (SF)      | Ángel Malvicino   | 27 de febrero | 21:30 |
| Hindú (R)            | 81 - 68  | Villa San Martín (R) | Hindú Club        | 27 de febrero | 22:00 |
| Independiente BBC    | 82 - 73  | Libertad             | Ciudad            | 27 de febrero | 22:00 |
| Barrio Parque        | 91 - 71  | Deportivo Norte (A)  | Teatro del Parque | 28 de febrero | 21:30 |
| Asoc. Mitre (T)      | 82 - 75  | Ameghino (VM)        | Asociación Mitre  | 1 de marzo    | 22:00 |
| Talleres (TV)        | 97 - 99  | Libertad             | La Leonera        | 1 de marzo    | 22:00 |
| Villa San Martín (R) | 95 - 88  | Unión (SF)           | Villa San Martín  | 2 de marzo    | 21:30 |
| Talleres (TV)        | 102 - 86 | Ameghino (VM)        | La Leonera        | 3 de marzo    | 20:00 |
| Independiente BBC    | 67 - 70  | Barrio Parque        | Ciudad            | 3 de marzo    | 21:00 |
| Asoc. Mitre (T)      | 80 - 83  | Libertad             | Asociación Mitre  | 3 de marzo    | 21:00 |
| San Isidro (SF)      | 85 - 77  | Echagüe              | Severo Robledo    | 4 de marzo    | 21:00 |
| Hindú (R)            | 85 - 70  | Unión (SF)           | Hindú Club        | 4 de marzo    | 21:00 |

| BHY Tiro Federal     | 80 - 65  | Deportivo Norte (A) | Vide Tealdi            | 5 de marzo  | 21:30 |
| Asoc. Mitre (T)      | 81 - 89  | Barrio Parque       | Asociación Mitre       | 5 de marzo  | 22:00 |
| Independiente BBC    | 87 - 75  | Echagüe             | Ciudad                 | 6 de marzo  | 21:30 |
| Talleres (TV)        | 75 - 78  | Barrio Parque       | La Leonera             | 6 de marzo  | 22:00 |
| Libertad             | 91 - 72  | Deportivo Norte     | El Hogar de los Tigres | 7 de marzo  | 21:30 |
| Oberá TC             | 58 - 87  | Unión (SF)          | Oberá TC               | 7 de marzo  | 21:30 |
| Barrio Parque        | 79 - 82  | Hindú (R)           | Teatro del Parque      | 9 de marzo  | 21:00 |
| Ameghino (VM)        | 68 - 71  | BHY Tiro Federal    | La Leonera             | 9 de marzo  | 21:30 |
| Villa San Martín (R) | 83 - 90  | Asoc. Mitre (T)     | Villa San Martín       | 9 de marzo  | 21:30 |
| Oberá TC             | 101 - 85 | Libertad            | Oberá TC               | 10 de marzo | 21:30 |
| Barrio Parque        | 65 - 63  | BHY Tiro Federal    | Teatro del Parque      | 11 de marzo | 21:00 |
| Independiente BBC    | 80 - 78  | Asoc. Mitre (T)     | Ciudad                 | 11 de marzo | 21:00 |
| San Isidro (SF)      | 59 - 74  | Hindú (R)           | Severo Robledo         | 11 de marzo | 21:00 |
| Echagüe              | 100 - 89 | Unión (SF)          | Luis Butta             | 11 de marzo | 22:00 |

| Deportivo Norte (A)  | 86 - 69  | Villa San Martín (R) | Jorge Ferrero          | 12 de marzo | 21:30 |
| Libertad             | 78 - 65  | Villa San Martín (R) | El Hogar de los Tigres | 14 de marzo | 21:30 |
| Echagüe              | 99 - 84  | Barrio Parque        | Luis Butta             | 14 de marzo | 22:00 |
| Talleres (TV)        | 88 - 84  | Asoc. Mitre (T)      | La Leonera             | 14 de marzo | 22:00 |
| Oberá TC             | 77 - 70  | Independiente BBC    | Oberá TC               | 15 de marzo | 21:30 |
| Unión (SF)           | 79 - 59  | Barrio Parque        | Ángel Malvicino        | 15 de marzo | 21:30 |
| San Isidro (SF)      | 77 - 76  | Libertad             | Severo Robledo         | 16 de marzo | 21:00 |
| Ameghino (VM)        | 109 - 87 | Talleres (TV)        | La Leonera             | 17 de marzo | 20:00 |
| Villa San Martín (R) | 70 - 67  | Independiente BBC    | Villa San Martín       | 17 de marzo | 20:30 |
| BHY Tiro Federal     | 79 - 71  | Echagüe              | Vide Tealdi            | 18 de marzo | 21:00 |

| Barrio Parque        | 73 - 88  | Talleres (TV)       | Teatro del Parque | 19 de marzo | 21:00 |
| Villa San Martín (R) | 68 - 89  | Deportivo Norte (A) | Villa San Martín  | 19 de marzo | 21:30 |
| Hindú (R)            | 95 - 70  | Independiente BBC   | Hindú Club        | 19 de marzo | 22:00 |
| Asoc. Mitre (T)      | 88 - 85  | San Isidro (SF)     | Asociación Mitre  | 20 de marzo | 22:00 |
| Unión (SF)           | 93 - 102 | Ameghino (VM)       | Ángel Malvicino   | 21 de marzo | 21:30 |
| Hindú (R)            | 104 - 76 | Deportivo Norte (A) | Hindú Club        | 21 de marzo | 22:00 |
| Villa San Martín (R) | 76 - 81  | Libertad            | Villa San Martín  | 22 de marzo | 21:30 |
| Talleres (TV)        | 97 - 98  | San Isidro (SF)     | La Leonera        | 22 de marzo | 22:00 |
| Oberá TC             | 80 - 84  | Deportivo Norte     | Oberá TC          | 23 de marzo | 21:30 |
| Echagüe              | 91 - 85  | Ameghino (VM)       | Luis Butta        | 23 de marzo | 22:00 |
| Hindú (R)            | 93 - 82  | Libertad            | Hindú Club        | 24 de marzo | 21:00 |
| Independiente BBC    | 73 - 66  | San Isidro (SF)     | Ciudad            | 24 de marzo | 21:00 |

| Deportivo Norte (A) | 95 - 86 | Unión (SF)           | Jorge Ferrero          | 26 de marzo | 21:30 |
| Independiente BBC   | 70 - 59 | BHY Tiro Federal     | Ciudad                 | 26 de marzo | 22:00 |
| Asoc. Mitre (T)     | 78 - 87 | Oberá TC             | Asociación Mitre       | 27 de marzo | 22:00 |
| Barrio Parque       | 88 - 63 | San Isidro (SF)      | Teatro del Parque      | 28 de marzo | 21:00 |
| Libertad            | 95 - 82 | Echagüe              | El Hogar de los Tigres | 28 de marzo | 21:30 |
| Unión (SF)          | 95 - 67 | Deportivo Norte (A)  | Ángel Malvicino        | 29 de marzo | 21:30 |
| Talleres (TV)       | 92 - 86 | Oberá TC             | La Leonera             | 29 de marzo | 22:00 |
| Ameghino (VM)       | 97 - 84 | Villa San Martín (R) | La Leonera             | 30 de marzo | 21:30 |
| BHY Tiro Federal    | 77 - 67 | Asoc. Mitre (T)      | Vide Tealdi            | 30 de marzo | 21:30 |
| Independiente BBC   | 93 - 82 | Oberá TC             | Ciudad                 | 31 de marzo | 21:30 |
| Echagüe             | 80 - 87 | Deportivo Norte (A)  | Luis Butta             | 31 de marzo | 22:00 |
| Ameghino (VM)       | 90 - 86 | Hindú (R)            | La Leonera             | 1 de abril  | 20:00 |
| Barrio Parque       | 96 - 84 | Villa San Martín (R) | Teatro del Parque      | 1 de abril  | 21:00 |
| San Isidro (SF)     | 67 - 73 | Asoc. Mitre (T)      | Severo Robledo         | 1 de abril  | 21:00 |

| Deportivo Norte (A)  | 73 - 81  | Hindú (R)         | Jorge Ferrero          | 3 de abril | 21:30 |
| Libertad             | 94 - 76  | Asoc. Mitre (T)   | El Hogar de los Tigres | 3 de abril | 21:30 |
| Oberá TC             | 71 - 74  | BHY Tiro Federal  | Oberá TC               | 3 de abril | 21:30 |
| Unión (SF)           | 65 - 73  | Libertad          | Ángel Malvicino        | 5 de abril | 21:30 |
| BHY Tiro Federal     | 80 - 72  | Oberá TC          | Vide Tealdi            | 6 de abril | 21:30 |
| Deportivo Norte (A)  | 84 - 75  | Talleres (TV)     | Jorge Ferrero          | 6 de abril | 21:30 |
| Echagüe              | 86 - 81  | San Isidro (SF)   | Luis Butta             | 6 de abril | 21:30 |
| Ameghino (VM)        | 75 - 80  | Barrio Parque     | La Leonera             | 8 de abril | 21:00 |
| Deportivo Norte (A)  | 89 - 83  | Echagüe           | Jorge Ferrero          | 8 de abril | 21:00 |
| Villa San Martín (R) | 88 - 78  | Hindú (R)         | Villa San Martín       | 8 de abril | 21:00 |
| BHY Tiro Federal     | 75 - 73  | Unión (SF)        | Vide Tealdi            | 8 de abril | 21:00 |
| Libertad             | 100 - 74 | Talleres (TV)     | El Hogar de los Tigres | 8 de abril | 21:00 |
| Asoc. Mitre (T)      | 71 - 79  | Independiente BBC | Asociación Mitre       | 8 de abril | 21:00 |
| San Isidro (SF)      | 73 - 76  | Oberá TC          | Severo Robledo         | 8 de abril | 21:00 |

### Conferencia sur
| Equipo | Equipo                              | Arranque | PJ | PG | PP | Pts  |
| ------ | ----------------------------------- | -------- | -- | -- | -- | ---- |
| 1.°    | Estudiantes (Olavarría)1            | 10,5     | 26 | 19 | 7  | 55,5 |
| 2.°    | Platense1                           | 12,5     | 26 | 17 | 9  | 55,5 |
| 3.°    | Deportivo Viedma                    | 12,5     | 26 | 15 | 11 | 53,5 |
| 4.°    | Parque Sur                          | 11,0     | 26 | 16 | 10 | 53,0 |
| 5.°    | Petrolero Argentino (Plaza Huincul) | 11,0     | 26 | 15 | 11 | 52,0 |
| 6.°    | Centro Español (Plottier)           | 9,0      | 26 | 16 | 10 | 51,0 |
| 7.°    | Rivadavia (Mendoza)                 | 9,5      | 26 | 14 | 12 | 49,5 |
| 8.°    | Atenas (Carmen de Patagones)        | 10,5     | 26 | 12 | 14 | 48,5 |
| 9.°    | La Unión (Colón)                    | 8,5      | 26 | 13 | 13 | 47,5 |
| 10.°   | Ciclista Juninense                  | 11,0     | 26 | 9  | 17 | 46,0 |
| 11.°   | Temperley2                          | 10,5     | 26 | 9  | 17 | 45,5 |
| 12.°   | Villa Mitre (Buenos Aires)2         | 10,5     | 26 | 9  | 17 | 45,5 |
| 13.°   | Tomás de Rocamora3                  | 9,0      | 26 | 10 | 16 | 45,0 |
| 14.°   | Gimnasia y Esgrima (La Plata)3      | 11,0     | 26 | 8  | 18 | 45,0 |

|  | Avanza a los cuartos de final de conferencia. |
|  | Avanza a la fase previa de conferencia.       |
|  | Disputa la serie por la permanencia.          |

1: El desempate entre Estudiantes de Olavarría y Platense se definió por los encuentros entre ellos en esta fase, Estudiantes ganó ambos (5 de marzo y 3 de abril).
2: El desempate entre Temperley y Villa Mitre de Buenos Aires se definió por los encuentros entre ellos en esta fase, Temperley ganó ambos (18 de febrero y 6 de abril).
3: El desempate entre Tomás de Rocamora y Gimnasia y Esgrima La Plata se definió por los encuentros entre ellos en esta fase, Tomás de Rocamora ganó ambos (11 de enero y 16 de febrero).
| Deportivo Viedma   | 116 - 113 | Villa Mitre (BA)   | Ángel Cayetano Arias          | 14 de diciembre | 21:30 |
| Rivadavia (M)      | 80 - 70   | Estudiantes (O)    | Leopoldo Brozovix             | 15 de diciembre | 22:00 |
| Atenas (CdP)       | 86 - 72   | Villa Mitre (BA)   | Carmelo Trípodi Calá          | 16 de diciembre | 21:30 |
| Temperley          | 74 - 80   | Parque Sur         | Temperley                     | 17 de diciembre | 20:00 |
| Ciclista Juninense | 72 - 75   | Estudiantes (O)    | Raúl "Chuni" Merlo            | 17 de diciembre | 21:00 |
| Centro Español (P) | 92 - 91   | Tomás de Rocamora  | El Templo                     | 17 de diciembre | 21:30 |
| Deportivo Viedma   | 92 - 91   | Platense           | Ángel Cayetano Arias          | 17 de diciembre | 21:30 |
| Gimnasia (LP)      | 92 - 86   | Parque Sur         | Víctor Nethol                 | 18 de diciembre | 21:30 |
| Temperley          | 76 - 83   | Rivadavia (M)      | Temperley                     | 19 de diciembre | 21:00 |
| Atenas (CdP)       | 74 - 90   | Plantese           | Carmelo Trípodi Calá          | 19 de diciembre | 21:30 |
| Petrolero (PH)     | 79 - 78   | Tomás de Rocamora  | Gimnasio Municipal E. Mosconi | 19 de diciembre | 21:30 |
| Centro Español (P) | 90 - 93   | La Unión (C)       | El Templo                     | 20 de diciembre | 21:30 |
| Parque Sur         | 80 - 70   | Ciclista Juninense | Parque Sur                    | 21 de diciembre | 21:30 |
| Petrolero (PH)     | 77 - 63   | La Unión (C)       | Gimnasio Municipal E. Mosconi | 21 de diciembre | 21:30 |
| Gimnasia (LP)      | 89 - 98   | Rivadavia (M)      | Víctor Nethol                 | 21 de diciembre | 21:30 |

| 22/12 al 4/1, semanas de receso por la fiestas. |
| ----------------------------------------------- |

| 6/1 y 7/1 disputa del Torneo Súper 4. |
| ------------------------------------- |

| La Unión (C)       | 87 - 95  | Parque Sur         | Carlos Delasoie               | 9 de enero  | 21:30 |
| Rivadavia (M)      | 88 - 89  | Petrolero (PH)     | Leopoldo Brozovix             | 9 de enero  | 21:30 |
| Platense           | 93 - 67  | Ciclista Juninense | Ciudad de Vicente López       | 10 de enero | 21:00 |
| Estudiantes (O)    | 105 - 81 | Temperley          | Parque Carlos Guerrero        | 10 de enero | 21:30 |
| La Unión (C)       | 80 - 74  | Villa Mitre (BA)   | Carlos Delasoie               | 11 de enero | 21:30 |
| Tomás de Rocamora  | 78 - 76  | Gimnasia (LP)      | Julio Paccagnella             | 11 de enero | 21:30 |
| Platense           | 87 - 80  | Atenas (CdP)       | Ciudad de Vicente López       | 12 de enero | 21:00 |
| Petrolero (PH)     | 84 - 88  | Centro Español (P) | Gimnasio Municipal E. Mosconi | 12 de enero | 21:30 |
| Parque Sur         | 69 - 71  | Deportivo Viedma   | Parque Sur                    | 13 de enero | 21:30 |
| Ciclista Juninense | 85 - 78  | Temperley          | Raúl "Chuni" Merlo            | 14 de enero | 21:00 |
| Rivadavia (M)      | 68 - 70  | La Unión (C)       | Leopoldo Brozovix             | 14 de enero | 21:00 |
| Villa Mitre (BA)   | 85 - 83  | Atenas (CdP)       | Obras Sanitarias              | 14 de enero | 21:00 |

| Tomás de Rocamora | 86 - 77  | Deportivo Viedma   | Julio Paccagnella       | 15 de enero | 21:30 |
| Platense          | 87 - 80  | Centro Español (P) | Ciudad de Vicente López | 16 de enero | 21:00 |
| Parque Sur        | 85 - 67  | Estudiantes (O)    | Parque Sur              | 16 de enero | 21:30 |
| Temperley         | 80 - 66  | La Unión (C)       | Temperley               | 17 de enero | 21:00 |
| La Unión (C)      | 81 - 82  | Deportivo Viedma   | Carlos Delasoie         | 17 de enero | 21:30 |
| Gimnasia (LP)     | 65 - 75  | Platense           | Víctor Nethol           | 18 de enero | 21:00 |
| Tomás de Rocamora | 81 - 62  | Estudiantes (O)    | Julio Paccagnella       | 18 de enero | 21:30 |
| Villa Mitre (BA)  | 62 - 71  | Petrolero (PH)     | Obras Sanitarias        | 19 de enero | 21:00 |
| La Unión (C)      | 105 - 95 | Estudiantes (O)    | Carlos Delasoie         | 20 de enero | 21:30 |
| Platense          | 71 - 67  | Petrolero (PH)     | Vicente López           | 21 de enero | 20:00 |
| Rivadavia (M)     | 83 - 52  | Ciclista Juninense | Leopoldo Brozovix       | 21 de enero | 21:00 |
| Atenas (CdP)      | 90 - 43  | Gimnasia (LP)      | Carmelo Trípodi Calá    | 22 de enero | 21:30 |

| Platense           | 87 - 92  | Parque Sur        | Vicente López                 | 23 de enero | 21:00 |
| Centro Español (P) | 106 - 78 | Temperley         | El Templo                     | 23 de enero | 21:30 |
| Estudiantes (O)    | 105 - 82 | Villa Mitre (BA)  | Parque Carlos Guerrero        | 23 de enero | 21:30 |
| Deportivo Viedma   | 88 - 73  | Gimnasia (LP)     | Ángel Cayetano Arias          | 24 de enero | 21:30 |
| Petrolero (PH)     | 93 - 101 | Temperley         | Gimnasio Municipal E. Mosconi | 25 de enero | 21:30 |
| Ciclista Juninense | 91 - 84  | Atenas (CdP)      | Raúl "Chuni" Merlo            | 26 de enero | 21:30 |
| Estudiantes (O)    | 105 - 89 | Tomás de Rocamora | Parque Carlos Guerrero        | 26 de enero | 21:30 |
| Rivadavia (M)      | 79 - 77  | Platense          | Leopoldo Brozovix             | 26 de enero | 22:00 |
| La Unión (C)       | 104 - 98 | Centro Español    | Carlos Delasoie               | 27 de enero | 21:30 |
| Estudiantes (O)    | 100 - 86 | Atenas (CdP)      | Parque Carlos Guerrero        | 28 de enero | 20:30 |
| Ciclista Juninense | 77 - 75  | Tomás de Rocamora | Raúl "Chuni" Merlo            | 28 de enero | 21:00 |
| Gimnasia (LP)      | 75 - 70  | Villa Mitre (BA)  | Víctor Nethol                 | 28 de enero | 21:30 |

| Platense           | 88 - 72 | Rivadavia (M)      | Ciudad de Vicente López       | 29 de enero  | 21:00 |
| Parque Sur         | 94 - 78 | Centro Español (P) | Parque Sur                    | 29 de enero  | 21:30 |
| Villa Mitre (BA)   | 74 - 62 | Rivadavia (M)      | Obras Sanitarias              | 31 de enero  | 21:00 |
| Deportivo Viedma   | 98 - 79 | La Unión (C)       | Ángel Cayetano Arias          | 31 de enero  | 21:30 |
| Tomás de Rocamora  | 85 - 89 | Centro Español (P) | Julio Paccagnella             | 31 de enero  | 21:30 |
| Platense           | 72 - 44 | Gimnasia (LP)      | Ciudad de Vicente López       | 1 de febrero | 21:00 |
| Temperley          | 87 - 75 | Ciclista Juninense | Temperley                     | 1 de febrero | 21:00 |
| Atenas (CdP)       | 95 - 73 | La Unión (C)       | Carmelo Trípodi Calá          | 1 de febrero | 21:30 |
| Petrolero (PH)     | 75 - 72 | Estudiantes (O)    | Gimnasio Municipal E. Mosconi | 2 de febrero | 21:30 |
| Tomás de Rocamora  | 78 - 82 | Villa Mitre (BA)   | Julio Paccagnella             | 3 de febrero | 21:30 |
| Atenas (CdP)       | 82 - 73 | Deportivo Viedma   | Carmelo Trípodi Calá          | 4 de febrero | 21:30 |
| Centro Español (P) | 92 - 90 | Estudiantes (O)    | El Templo                     | 4 de febrero | 21:30 |

| La Unión (C)       | 89 - 78  | Gimnasia (LP)      | Carlos Delasoie               | 5 de febrero  | 21:30 |
| Petrolero (PH)     | 78 - 71  | Rivadavia (M)      | Gimnasio Municipal E. Mosconi | 5 de febrero  | 21:30 |
| Parque Sur         | 93 - 62  | Villa Mitre (BA)   | Parque Sur                    | 5 de febrero  | 21:30 |
| Platense           | 80 - 72  | Temperley          | Ciudad de Vicente López       | 6 de febrero  | 21:00 |
| Atenas (CdP)       | 91 - 102 | Tomás de Rocamora  | Carmelo Trípodi Calá          | 6 de febrero  | 21:30 |
| Centro Español (P) | 75 - 70  | Rivadavia (M)      | El Templo                     | 7 de febrero  | 21:30 |
| Deportivo Viedma   | 75 - 73  | Tomás de Rocamora  | Ángel Cayetano Arias          | 8 de febrero  | 21:30 |
| Gimnasia (LP)      | 76 - 73  | Ciclista Juninense | Víctor Nethol                 | 8 de febrero  | 21:30 |
| Villa Mitre (BA)   | 64 - 80  | Platense           | Obras Sanitarias              | 9 de febrero  | 21:00 |
| Estudiantes (O)    | 101 - 89 | Ciclista Juninense | Parque Carlos Guerrero        | 11 de febrero | 20:30 |
| Rivadavia (M)      | 76 - 58  | Deportivo Viedma   | Leopoldo Brozovix             | 11 de febrero | 21:00 |

| Temperley          | 73 - 76  | Atenas (CdP)      | Temperley                     | 12 de febrero | 21:00 |
| Petrolero (PH)     | 76 - 69  | Villa Mitre (BA)  | Gimnasio Municipal E. Mosconi | 12 de febrero | 21:30 |
| Tomás de Rocamora  | 88 - 77  | La Unión (C)      | Carlos Delasoie               | 12 de febrero | 21:30 |
| Parque Sur         | 90 - 82  | Platense          | Parque Sur                    | 13 de febrero | 21:30 |
| Centro Español (P) | 96 - 60  | Villa Mitre (BA)  | El Templo                     | 14 de febrero | 21:30 |
| Gimnasia (LP)      | 103 - 99 | Atenas (CdP)      | Víctor Nethol                 | 14 de febrero | 21:30 |
| Temperley          | 91 - 96  | Tomás de Rocamora | Temperley                     | 15 de febrero | 21:00 |
| Deportivo Viedma   | 81 - 79  | Petrolero (PH)    | Ángel Cayetano Arias          | 15 de febrero | 21:30 |
| Estudiantes (O)    | 93 - 74  | Parque Sur        | Parque Carlos Guerrero        | 16 de febrero | 21:30 |
| Gimnasia (LP)      | 74 - 77  | Tomás de Rocamora | Víctor Nethol                 | 16 de febrero | 21:30 |
| Atenas (CdP)       | 85 - 81  | Petrolero (PH)    | Carmelo Trípodi Calá          | 17 de febrero | 21:30 |
| Villa Mitre (BA)   | 71 - 84  | Temperley         | Obras Sanitarias              | 18 de febrero | 21:00 |
| Ciclista Juninense | 80 - 75  | Parque Sur        | Raúl "Chuni" Merlo            | 18 de febrero | 21:30 |
| Deportivo Viedma   | 84 - 77  | Centro Español    | Ángel Cayetano Arias          | 18 de febrero | 21:30 |

| Estudiantes (O)  | 95 - 83 | Petrolero (PH)     | Parque Carlos Guerrero        | 19 de febrero | 21:30 |
| La Unión (C)     | 87 - 73 | Platense           | Carlos Delasoie               | 19 de febrero | 21:30 |
| Rivadavia (M)    | 96 - 89 | Gimnasia (LP)      | Leopoldo Brozovix             | 19 de febrero | 21:30 |
| Atenas (CdP)     | 85 - 91 | Centro Español (P) | Carmelo Trípodi Calá          | 20 de febrero | 21:30 |
| Villa Mitre (BA) | 89 - 77 | Deportivo Viedma   | Obras Sanitarias              | 21 de febrero | 21:00 |
| Parque Sur       | 92 - 83 | La Unión (C)       | Parque Sur                    | 21 de febrero | 21:30 |
| Rivadavia (M)    | 70 - 69 | Temperley          | Leopoldo Brozovix             | 22 de febrero | 21:30 |
| Platense         | 93 - 87 | Deportivo Viedma   | Ciudad de Vicente López       | 23 de febrero | 21:00 |
| Villa Mitre (BA) | 85 - 66 | La Unión (C)       | Obras Sanitarias              | 24 de febrero | 21:00 |
| Atenas (CdP)     | 86 - 66 | Parque Sur         | Carmelo Trípodi Calá          | 24 de febrero | 21:30 |
| Petrolero (PH)   | 77 - 67 | Ciclista Juninense | Gimnasio Municipal E. Mosconi | 24 de febrero | 21:30 |
| Temperley        | 77 - 59 | Estudiantes (O)    | Temperley                     | 25 de febrero | 20:00 |

| Platense           | 89 - 74  | Tomás de Rocamora  | Ciudad de Vicente López | 26 de febrero | 21:00 |
| Centro Español (P) | 85 - 75  | Ciclista Juninense | El Templo               | 26 de febrero | 21:30 |
| Deportivo Viedma   | 78 - 73  | Parque Sur         | Ángel Cayetano Arias    | 26 de febrero | 21:30 |
| Gimnasia (LP)      | 91 - 106 | Estudiantes (O)    | Víctor Nethol           | 27 de febrero | 21:00 |
| La Unión (C)       | 67 - 76  | Petrolero (PH)     | Carlos Delasoie         | 27 de febrero | 21:30 |
| Atenas (CdP)       | 76 - 70  | Temperley          | Carmelo Trípodi Calá    | 28 de febrero | 21:30 |
| Platense           | 82 - 64  | Villa Mitre (BA)   | Ciudad de Vicente López | 1 de marzo    | 21:00 |
| Tomás de Rocamora  | 79 - 66  | Petrolero (PH)     | Julio César Paccagnella | 1 de marzo    | 21:30 |
| Ciclista Juninense | 88 - 93  | La Unión (C)       | Raúl "Chuni" Merlo      | 2 de marzo    | 21:30 |
| Deportivo Viedma   | 97 - 59  | Temperley          | Ángel Cayetano Arias    | 2 de marzo    | 21:30 |
| Estudiantes (O)    | 82 - 64  | Gimnasia (LP)      | Parque Carlos Guerrero  | 2 de marzo    | 21:30 |
| Rivadavia (M)      | 90 - 74  | Atenas (CdP)       | Leopoldo Brozovix       | 3 de marzo    | 21:00 |
| Parque Sur         | 78 - 70  | Petrolero (PH)     | Parque Sur              | 3 de marzo    | 22:00 |
| Villa Mitre (BA)   | 77 - 68  | Ciclista Juninense | Obras Sanitarias        | 4 de marzo    | 21:00 |

| Temperley          | 99 - 90   | Gimnasia (LP)      | Temperley                     | 5 de marzo  | 21:00 |
| Centro Español (P) | 91 - 86   | Atenas (CdP)       | El Templo                     | 5 de marzo  | 21:30 |
| Estudiantes (O)    | 60 - 54   | Platense           | Parque Carlos Guerrero        | 5 de marzo  | 21:30 |
| Tomás de Rocamora  | 83 - 84   | Parque Sur         | Julio César Paccagnella       | 6 de marzo  | 21:30 |
| Ciclista Juninense | 78 - 90   | Centro Español (P) | Raúl "Chuni" Merlo            | 7 de marzo  | 21:30 |
| La Unión (C)       | 74 - 70   | Rivadavia (M)      | Carlos Delasoie               | 7 de marzo  | 21:30 |
| Petrolero (PH)     | 80 - 77   | Atenas (CdP)       | Gimnasio Municipal E. Mosconi | 7 de marzo  | 21:30 |
| Gimnasia (LP)      | 89 - 87   | Deportivo Viedma   | Víctor Nethol                 | 8 de marzo  | 21:30 |
| Ciclista Juninense | 77 - 71   | Platense           | Raúl "Chuni" Merlo            | 9 de marzo  | 21:30 |
| Estudiantes (O)    | 98 - 93   | Centro Español (P) | Parque Carlos Guerrero        | 9 de marzo  | 21:30 |
| Tomás de Rocamora  | 109 - 115 | Rivadavia (M)      | Julio César Paccagnella       | 9 de marzo  | 21:30 |
| Temperley          | 76 - 79   | Deportivo Viedma   | Temperley                     | 10 de marzo | 21:30 |
| Parque Sur         | 79 - 78   | Rivadavia (M)      | Parque Sur                    | 11 de marzo | 21:00 |
| Villa Mitre (BA)   | 90 - 79   | Gimnasia (LP)      | Obras Sanitarias              | 11 de marzo | 21:00 |

| La Unión (C)       | 71 - 57   | Ciclista Juninense | Carlos Delasoie               | 12 de marzo | 21:30 |
| Villa Mitre (BA)   | 90 - 81   | Tomás de Rocamora  | Obras Sanitarias              | 13 de marzo | 21:00 |
| Centro Español (P) | 88 - 100  | Petrolero (PH)     | El Templo                     | 13 de marzo | 21:30 |
| Deportivo Viedma   | 94 - 96   | Estudiantes (O)    | Ángel Cayetano Arias          | 13 de marzo | 21:30 |
| Gimnasia (LP)      | 78 - 76   | Temperley          | Víctor Nethol                 | 14 de marzo | 21:30 |
| Atenas (CdP)       | 76 - 92   | Estudiantes (O)    | Carmelo Trípodi Calá          | 15 de marzo | 21:30 |
| Rivadavia (M)      | 85 - 80   | Tomás de Rocamora  | Leopoldo Brozovix             | 15 de marzo | 21:30 |
| Platense           | 105 - 100 | La Unión (C)       | Ciudad de Vicente López       | 16 de marzo | 21:00 |
| Ciclista Juninense | 74 - 77   | Villa Mitre (BA)   | Raúl "Chuni" Merlo            | 16 de marzo | 21:30 |
| Petrolero (PH)     | 85 - 64   | Deportivo Viedma   | Gimnasio Municipal E. Mosconi | 16 de marzo | 21:30 |
| Parque Sur         | 64 - 55   | Gimnasia (LP)      | Parque Sur                    | 17 de marzo | 22:00 |
| Centro Español (P) | 102 - 95  | Deportivo Viedma   | El Templo                     | 18 de marzo | 21:30 |

| Atenas (CdP)       | 70 - 60 | Ciclista Juninense | Carmelo Trípodi Calá          | 19 de marzo | 21:30 |
| Parque Sur         | 86 - 71 | Temperley          | Parque Sur                    | 19 de marzo | 21:30 |
| Petrolero (PH)     | 92 - 78 | Platense           | Gimnasio Municipal E. Mosconi | 19 de marzo | 21:30 |
| Rivadavia (M)      | 85 - 73 | Villa Mitre (BA)   | Leopoldo Brozovix             | 19 de marzo | 21:30 |
| Centro Español (P) | 85 - 87 | Platense           | El Templo                     | 21 de marzo | 21:30 |
| Deportivo Viedma   | 81 - 62 | Ciclista Juninense | Ángel Cayetano Arias          | 21 de marzo | 21:30 |
| Tomás de Rocamora  | 64 - 67 | Temperley          | Julio Paccagnella             | 21 de marzo | 21:30 |
| Estudiantes (O)    | 81 - 65 | Rivadavia (M)      | Parque Carlos Guerrero        | 22 de marzo | 21:30 |
| Parque Sur         | 78 - 86 | Atenas (CdP)       | Parque Sur                    | 22 de marzo | 21:30 |
| Centro Español (P) | 94 - 80 | Gimnasia (LP)      | El Templo                     | 23 de marzo | 21:30 |
| La Unión (C)       | 77 - 75 | Temperley          | Carlos Delasoie               | 23 de marzo | 21:30 |
| Ciclista Juninense | 82 - 51 | Rivadavia (M)      | Raúl "Chuni" Merlo            | 24 de marzo | 21:00 |
| Tomás de Rocamora  | 76 - 75 | Atenas (CdP)       | Julio Paccagnella             | 24 de marzo | 21:30 |
| Petrolero (PH)     | 80 - 60 | Gimnasia (LP)      | Gimnasio Municipal E. Mosconi | 25 de marzo | 20:00 |

| Villa Mitre (BA)   | 71 - 74 | Parque Sur         | Obras Sanitarias       | 26 de marzo | 21:00 |
| Estudiantes (O)    | 80 - 76 | Deportivo Viedma   | Parque Carlos Guerrero | 26 de marzo | 21:00 |
| La Unión (C)       | 81 - 84 | Atenas (CdP)       | Carlos Delasoie        | 26 de marzo | 21:30 |
| Temperley          | 75 - 89 | Platense           | Temperley              | 27 de marzo | 21:00 |
| Ciclista Juninense | 81 - 73 | Deportivo Viedma   | Raúl "Chuni" Merlo     | 28 de marzo | 21:30 |
| Gimnasia (LP)      | 93 - 89 | Centro Español (P) | Víctor Nethol          | 28 de marzo | 21:30 |
| Rivadavia (M)      | 77 - 69 | Parque Sur         | Leopoldo Brozovix      | 28 de marzo | 21:30 |
| La Unión (C)       | 88 - 84 | Tomás de Rocamora  | Carlos Delasoie        | 29 de marzo | 21:30 |
| Villa Mitre (BA)   | 80 - 90 | Centro Español     | Obras Sanitarias       | 30 de marzo | 21:00 |
| Gimnasia (LP)      | 89 - 79 | Petrolero (PH)     | Victor Nethol          | 30 de marzo | 21:30 |
| Villa Mitre (BA)   | 78 - 80 | Estudiantes (O)    | Obras Sanitarias       | 1 de abril  | 18:00 |
| Ciclista Juninense | 87 - 69 | Petrolero (PH)     | Raúl "Chuni" Merlo     | 1 de abril  | 21:00 |
| Parque Sur         | 80 - 73 | Tomás de Rocamora  | Parque Sur             | 1 de abril  | 21:00 |
| Temperley          | 77 - 80 | Centro Español (P) | Temperley              | 1 de abril  | 21:00 |
| Deportivo Viedma   | 81 - 72 | Rivadavia (M)      | Angel Cayetano Arias   | 1 de abril  | 21:30 |

| Platense           | 82 - 83  | Estudiantes (O)    | Ciudad de Vicente López       | 3 de abril | 21:00 |
| Atenas (CdP)       | 78 - 73  | Rivadavia (M)      | Carmelo Trípodi Calá          | 3 de abril | 21:30 |
| Gimnasia (LP)      | 98 - 104 | La Unión (C)       | Víctor Nethol                 | 3 de abril | 21:30 |
| Temperley          | 93 - 92  | La Unión (C)       | Temperley                     | 4 de abril | 21:00 |
| Tomás de Rocamora  | 70 - 56  | Ciclista Juninense | Julio Paccagnella             | 4 de abril | 21:30 |
| Centro Español (P) | 85 - 66  | Parque Sur         | El Templo                     | 4 de abril | 21:30 |
| Temperley          | 73 - 70  | Villa Mitre (BA)   | Temperley                     | 6 de abril | 21:30 |
| Ciclista Juninense | 95 - 85  | Gimnasia (LP)      | Raúl "Chuni" Merlo            | 6 de abril | 21:30 |
| Deportivo Viedma   | 81 - 73  | Atenas (CdP)       | Ángel Cayetano Arias          | 6 de abril | 21:30 |
| Estudiantes (O)    | 95 - 72  | La Unión (C)       | Parque Carlos Guerrero        | 6 de abril | 21:30 |
| Petrolero (PH)     | 78 - 68  | Parque Sur         | Gimnasio Municipal E. Mosconi | 6 de abril | 21:30 |
| Rivadavia (M)      | 99 - 78  | Centro Español (P) | Leopoldo Brozovix             | 6 de abril | 21:30 |
| Tomás de Rocamora  | 73 - 85  | Platense           | Julio Paccagnella             | 6 de abril | 21:30 |

## Tercera fase; permanencia
Echagüe - Gimnasia y Esgrima La Plata
Si bien estaba estipulado por reglamento la serie por la permanencia entre los últimos de conferencia, y como Echagüe había logrado mejor marca que Gimnasia La Plata iba a ser local, ante lo sucedido con Temperley la mesa directiva de la Asociación de Clubes (organizadores del torneo) decidió dar por suspendida la serie y ambos equipos mantienen sus plazas de cara a la siguiente temporada.

## Tercera fase; play-offs

### Cuadro
|  | Reclasificación | Reclasificación          | Reclasificación           |                    |   | Cuartos de conferencia | Cuartos de conferencia | Cuartos de conferencia |  |    | Semis de conferencia | Semis de conferencia | Semis de conferencia |  |    | Finales de conferencia | Finales de conferencia | Finales de conferencia |  |    | Final nacional | Final nacional | Final nacional |  |
|  |                 |                          |                           |                    |   |                        |                        |                        |  |    |                      |                      |                      |  |    |                        |                        |                        |  |    |                |                |                |  |
|  |                 |                          |                           |                    |   |                        |                        |                        |  |    |                      |                      |                      |  |    |                        |                        |                        |  |    |                |                |                |  |
|  |                 |                          |                           |                    |   |                        |                        |                        |  |    |                      |                      |                      |  |    |                        |                        |                        |  |    |                |                |                |  |
|  |                 |                          |                           |                    |   |                        |                        |                        |  |    |                      |                      |                      |  |    |                        |                        |                        |  |    |                |                |                |  |
|  |                 |                          |                           |                    |   |                        |                        |                        |  |    |                      |                      |                      |  |    |                        |                        |                        |  |    |                |                |                |  |
|  |                 | 1N                       | Libertad                  | 3                  |   |                        |                        |                        |  |    |                      |                      |                      |  |    |                        |                        |                        |  |    |                |                |                |  |
|  |                 |                          |                           | 3                  |   |                        |                        |                        |  |    |                      |                      |                      |  |    |                        |                        |                        |  |    |                |                |                |  |
|  |                 |                          | 10N                       | Independiente BBC  | 2 |                        |                        |                        |  |    |                      |                      |                      |  |    |                        |                        |                        |  |    |                |                |                |  |
|  | 7N              | Talleres (TV)            | 10N                       | Independiente BBC  | 2 | 0                      |                        |                        |  |    |                      |                      |                      |  |    |                        |                        |                        |  |    |                |                |                |  |
|  | 7N              | Talleres (TV)            |                           |                    |   |                        |                        |                        |  |    |                      |                      |                      |  |    |                        |                        |                        |  |    |                |                |                |  |
|  | 10N             | Independiente BBC        | 3                         |                    |   |                        |                        |                        |  |    |                      |                      |                      |  |    |                        |                        |                        |  |    |                |                |                |  |
|  | 10N             | Independiente BBC        | 3                         |                    |   |                        |                        |                        |  | 1N | Libertad             | 3                    |                      |  |    |                        |                        |                        |  |    |                |                |                |  |
|  |                 |                          |                           |                    |   |                        |                        |                        |  | 1N | Libertad             | 3                    |                      |  |    |                        |                        |                        |  |    |                |                |                |  |
|  |                 |                          | 5N                        | Oberá TC           | 1 |                        |                        |                        |  |    |                      |                      |                      |  |    |                        |                        |                        |  |    |                |                |                |  |
|  |                 |                          | 5N                        | Oberá TC           | 1 |                        |                        |                        |  |    |                      |                      |                      |  |    |                        |                        |                        |  |    |                |                |                |  |
|  |                 |                          |                           |                    |   |                        |                        |                        |  |    |                      |                      |                      |  |    |                        |                        |                        |  |    |                |                |                |  |
|  |                 |                          |                           |                    |   |                        |                        |                        |  |    |                      |                      |                      |  |    |                        |                        |                        |  |    |                |                |                |  |
|  |                 | 4N                       | Deportivo Norte (A)       | 1                  |   |                        |                        |                        |  |    |                      |                      |                      |  |    |                        |                        |                        |  |    |                |                |                |  |
|  |                 |                          |                           | 1                  |   |                        |                        |                        |  |    |                      |                      |                      |  |    |                        |                        |                        |  |    |                |                |                |  |
|  |                 |                          | 5N                        | Oberá TC           | 3 |                        |                        |                        |  |    |                      |                      |                      |  |    |                        |                        |                        |  |    |                |                |                |  |
|  | 5N              | Oberá TC                 | 5N                        | Oberá TC           | 3 | 3                      |                        |                        |  |    |                      |                      |                      |  |    |                        |                        |                        |  |    |                |                |                |  |
|  | 5N              | Oberá TC                 |                           |                    |   |                        |                        |                        |  |    |                      |                      |                      |  |    |                        |                        |                        |  |    |                |                |                |  |
|  | 12N             | Ameghino (VM)            | 1                         |                    |   |                        |                        |                        |  |    |                      |                      |                      |  |    |                        |                        |                        |  |    |                |                |                |  |
|  | 12N             | Ameghino (VM)            | 1                         |                    |   |                        |                        |                        |  |    |                      |                      |                      |  | 1N | Libertad               | 3                      |                        |  |    |                |                |                |  |
|  |                 |                          |                           |                    |   |                        |                        |                        |  |    |                      |                      |                      |  | 1N | Libertad               | 3                      |                        |  |    |                |                |                |  |
|  |                 |                          | 6N                        | Barrio Parque      | 2 |                        |                        |                        |  |    |                      |                      |                      |  |    |                        |                        |                        |  |    |                |                |                |  |
|  |                 |                          | 6N                        | Barrio Parque      | 2 |                        |                        |                        |  |    |                      |                      |                      |  |    |                        |                        |                        |  |    |                |                |                |  |
|  |                 |                          |                           |                    |   |                        |                        |                        |  |    |                      |                      |                      |  |    |                        |                        |                        |  |    |                |                |                |  |
|  |                 |                          |                           |                    |   |                        |                        |                        |  |    |                      |                      |                      |  |    |                        |                        |                        |  |    |                |                |                |  |
|  |                 | 2N                       | Hindú (R)                 | 3                  |   |                        |                        |                        |  |    |                      |                      |                      |  |    |                        |                        |                        |  |    |                |                |                |  |
|  |                 |                          |                           | 3                  |   |                        |                        |                        |  |    |                      |                      |                      |  |    |                        |                        |                        |  |    |                |                |                |  |
|  |                 |                          | 8N                        | Unión (SF)         | 2 |                        |                        |                        |  |    |                      |                      |                      |  |    |                        |                        |                        |  |    |                |                |                |  |
|  | 8N              | Unión (SF)               | 8N                        | Unión (SF)         | 2 | 3                      |                        |                        |  |    |                      |                      |                      |  |    |                        |                        |                        |  |    |                |                |                |  |
|  | 8N              | Unión (SF)               |                           |                    |   |                        |                        |                        |  |    |                      |                      |                      |  |    |                        |                        |                        |  |    |                |                |                |  |
|  | 9N              | Villa San Martín (R)     | 0                         |                    |   |                        |                        |                        |  |    |                      |                      |                      |  |    |                        |                        |                        |  |    |                |                |                |  |
|  | 9N              | Villa San Martín (R)     | 0                         |                    |   |                        |                        |                        |  | 2N | Hindú (R)            | 2                    |                      |  |    |                        |                        |                        |  |    |                |                |                |  |
|  |                 |                          |                           |                    |   |                        |                        |                        |  | 2N | Hindú (R)            | 2                    |                      |  |    |                        |                        |                        |  |    |                |                |                |  |
|  |                 |                          | 6N                        | Barrio Parque      | 3 |                        |                        |                        |  |    |                      |                      |                      |  |    |                        |                        |                        |  |    |                |                |                |  |
|  |                 |                          | 6N                        | Barrio Parque      | 3 |                        |                        |                        |  |    |                      |                      |                      |  |    |                        |                        |                        |  |    |                |                |                |  |
|  |                 |                          |                           |                    |   |                        |                        |                        |  |    |                      |                      |                      |  |    |                        |                        |                        |  |    |                |                |                |  |
|  |                 |                          |                           |                    |   |                        |                        |                        |  |    |                      |                      |                      |  |    |                        |                        |                        |  |    |                |                |                |  |
|  |                 | 3N                       | BHY Tiro Federal Morteros | 1                  |   |                        |                        |                        |  |    |                      |                      |                      |  |    |                        |                        |                        |  |    |                |                |                |  |
|  |                 |                          |                           | 1                  |   |                        |                        |                        |  |    |                      |                      |                      |  |    |                        |                        |                        |  |    |                |                |                |  |
|  |                 |                          | 6N                        | Barrio Parque      | 3 |                        |                        |                        |  |    |                      |                      |                      |  |    |                        |                        |                        |  |    |                |                |                |  |
|  | 6N              | Barrio Parque            | 6N                        | Barrio Parque      | 3 | 3                      |                        |                        |  |    |                      |                      |                      |  |    |                        |                        |                        |  |    |                |                |                |  |
|  | 6N              | Barrio Parque            |                           |                    |   |                        |                        |                        |  |    |                      |                      |                      |  |    |                        |                        |                        |  |    |                |                |                |  |
|  | 11N             | Asociación Mitre (T)     | 0                         |                    |   |                        |                        |                        |  |    |                      |                      |                      |  |    |                        |                        |                        |  |    |                |                |                |  |
|  | 11N             | Asociación Mitre (T)     | 0                         |                    |   |                        |                        |                        |  |    |                      |                      |                      |  |    |                        |                        |                        |  | 1N | Libertad       | 3              |                |  |
|  |                 |                          |                           |                    |   |                        |                        |                        |  |    |                      |                      |                      |  |    |                        |                        |                        |  | 1N | Libertad       | 3              |                |  |
|  |                 |                          | 1S                        | Estudiantes (O)    | 0 |                        |                        |                        |  |    |                      |                      |                      |  |    |                        |                        |                        |  |    |                |                |                |  |
|  |                 |                          | 1S                        | Estudiantes (O)    | 0 |                        |                        |                        |  |    |                      |                      |                      |  |    |                        |                        |                        |  |    |                |                |                |  |
|  |                 |                          |                           |                    |   |                        |                        |                        |  |    |                      |                      |                      |  |    |                        |                        |                        |  |    |                |                |                |  |
|  |                 |                          |                           |                    |   |                        |                        |                        |  |    |                      |                      |                      |  |    |                        |                        |                        |  |    |                |                |                |  |
|  |                 | 1S                       | Estudiantes (O)           | 3                  |   |                        |                        |                        |  |    |                      |                      |                      |  |    |                        |                        |                        |  |    |                |                |                |  |
|  |                 |                          |                           | 3                  |   |                        |                        |                        |  |    |                      |                      |                      |  |    |                        |                        |                        |  |    |                |                |                |  |
|  |                 |                          | 12S                       | Villa Mitre (BA)   | 1 |                        |                        |                        |  |    |                      |                      |                      |  |    |                        |                        |                        |  |    |                |                |                |  |
|  | 5S              | Petrolero Argentino (PH) | 12S                       | Villa Mitre (BA)   | 1 | 1                      |                        |                        |  |    |                      |                      |                      |  |    |                        |                        |                        |  |    |                |                |                |  |
|  | 5S              | Petrolero Argentino (PH) |                           |                    |   |                        |                        |                        |  |    |                      |                      |                      |  |    |                        |                        |                        |  |    |                |                |                |  |
|  | 12S             | Villa Mitre (BA)         | 3                         |                    |   |                        |                        |                        |  |    |                      |                      |                      |  |    |                        |                        |                        |  |    |                |                |                |  |
|  | 12S             | Villa Mitre (BA)         | 3                         |                    |   |                        |                        |                        |  | 1S | Estudiantes (O)      | 3                    |                      |  |    |                        |                        |                        |  |    |                |                |                |  |
|  |                 |                          |                           |                    |   |                        |                        |                        |  | 1S | Estudiantes (O)      | 3                    |                      |  |    |                        |                        |                        |  |    |                |                |                |  |
|  |                 |                          | 6S                        | Centro Español (P) | 2 |                        |                        |                        |  |    |                      |                      |                      |  |    |                        |                        |                        |  |    |                |                |                |  |
|  |                 |                          | 6S                        | Centro Español (P) | 2 |                        |                        |                        |  |    |                      |                      |                      |  |    |                        |                        |                        |  |    |                |                |                |  |
|  |                 |                          |                           |                    |   |                        |                        |                        |  |    |                      |                      |                      |  |    |                        |                        |                        |  |    |                |                |                |  |
|  |                 |                          |                           |                    |   |                        |                        |                        |  |    |                      |                      |                      |  |    |                        |                        |                        |  |    |                |                |                |  |
|  |                 | 4S                       | Parque Sur                | 2                  |   |                        |                        |                        |  |    |                      |                      |                      |  |    |                        |                        |                        |  |    |                |                |                |  |
|  |                 |                          |                           | 2                  |   |                        |                        |                        |  |    |                      |                      |                      |  |    |                        |                        |                        |  |    |                |                |                |  |
|  |                 |                          | 6S                        | Centro Español (P) | 3 |                        |                        |                        |  |    |                      |                      |                      |  |    |                        |                        |                        |  |    |                |                |                |  |
|  | 6S              | Centro Español (P)       | 6S                        | Centro Español (P) | 3 | —                      |                        |                        |  |    |                      |                      |                      |  |    |                        |                        |                        |  |    |                |                |                |  |
|  | 6S              | Centro Español (P)       |                           |                    |   |                        |                        |                        |  |    |                      |                      |                      |  |    |                        |                        |                        |  |    |                |                |                |  |
|  | 11S             | Temperley                | —                         |                    |   |                        |                        |                        |  |    |                      |                      |                      |  |    |                        |                        |                        |  |    |                |                |                |  |
|  | 11S             | Temperley                | —                         |                    |   |                        |                        |                        |  |    |                      |                      |                      |  | 1S | Estudiantes (O)        | 3                      |                        |  |    |                |                |                |  |
|  |                 |                          |                           |                    |   |                        |                        |                        |  |    |                      |                      |                      |  | 1S | Estudiantes (O)        | 3                      |                        |  |    |                |                |                |  |
|  |                 |                          | 2S                        | Platense           | 1 |                        |                        |                        |  |    |                      |                      |                      |  |    |                        |                        |                        |  |    |                |                |                |  |
|  |                 |                          | 2S                        | Platense           | 1 |                        |                        |                        |  |    |                      |                      |                      |  |    |                        |                        |                        |  |    |                |                |                |  |
|  |                 |                          |                           |                    |   |                        |                        |                        |  |    |                      |                      |                      |  |    |                        |                        |                        |  |    |                |                |                |  |
|  |                 |                          |                           |                    |   |                        |                        |                        |  |    |                      |                      |                      |  |    |                        |                        |                        |  |    |                |                |                |  |
|  |                 | 2S                       | Platense                  | 3                  |   |                        |                        |                        |  |    |                      |                      |                      |  |    |                        |                        |                        |  |    |                |                |                |  |
|  |                 |                          |                           | 3                  |   |                        |                        |                        |  |    |                      |                      |                      |  |    |                        |                        |                        |  |    |                |                |                |  |
|  |                 |                          | 8S                        | Atenas (CdP)       | 0 |                        |                        |                        |  |    |                      |                      |                      |  |    |                        |                        |                        |  |    |                |                |                |  |
|  | 8S              | Atenas (CdP)             | 8S                        | Atenas (CdP)       | 0 | 3                      |                        |                        |  |    |                      |                      |                      |  |    |                        |                        |                        |  |    |                |                |                |  |
|  | 8S              | Atenas (CdP)             |                           |                    |   |                        |                        |                        |  |    |                      |                      |                      |  |    |                        |                        |                        |  |    |                |                |                |  |
|  | 9S              | La Unión (C)             | 1                         |                    |   |                        |                        |                        |  |    |                      |                      |                      |  |    |                        |                        |                        |  |    |                |                |                |  |
|  | 9S              | La Unión (C)             | 1                         |                    |   |                        |                        |                        |  | 2S | Platense             | 3                    |                      |  |    |                        |                        |                        |  |    |                |                |                |  |
|  |                 |                          |                           |                    |   |                        |                        |                        |  | 2S | Platense             | 3                    |                      |  |    |                        |                        |                        |  |    |                |                |                |  |
|  |                 |                          | 3S                        | Deportivo Viedma   | 2 |                        |                        |                        |  |    |                      |                      |                      |  |    |                        |                        |                        |  |    |                |                |                |  |
|  |                 |                          | 3S                        | Deportivo Viedma   | 2 |                        |                        |                        |  |    |                      |                      |                      |  |    |                        |                        |                        |  |    |                |                |                |  |
|  |                 |                          |                           |                    |   |                        |                        |                        |  |    |                      |                      |                      |  |    |                        |                        |                        |  |    |                |                |                |  |
|  |                 |                          |                           |                    |   |                        |                        |                        |  |    |                      |                      |                      |  |    |                        |                        |                        |  |    |                |                |                |  |
|  |                 | 3S                       | Deportivo Viedma          | 3                  |   |                        |                        |                        |  |    |                      |                      |                      |  |    |                        |                        |                        |  |    |                |                |                |  |
|  |                 |                          |                           | 3                  |   |                        |                        |                        |  |    |                      |                      |                      |  |    |                        |                        |                        |  |    |                |                |                |  |
|  |                 |                          | 7S                        | Rivadavia (M)      | 2 |                        |                        |                        |  |    |                      |                      |                      |  |    |                        |                        |                        |  |    |                |                |                |  |
|  | 7S              | Rivadavia (M)            | 7S                        | Rivadavia (M)      | 2 | 3                      |                        |                        |  |    |                      |                      |                      |  |    |                        |                        |                        |  |    |                |                |                |  |
|  | 7S              | Rivadavia (M)            |                           |                    |   |                        |                        |                        |  |    |                      |                      |                      |  |    |                        |                        |                        |  |    |                |                |                |  |
|  | 10S             | Ciclista Juninense       | 0                         |                    |   |                        |                        |                        |  |    |                      |                      |                      |  |    |                        |                        |                        |  |    |                |                |                |  |
|  | 10S             | Ciclista Juninense       | 0                         |                    |   |                        |                        |                        |  |    |                      |                      |                      |  |    |                        |                        |                        |  |    |                |                |                |  |
|  |                 |                          |                           |                    |   |                        |                        |                        |  |    |                      |                      |                      |  |    |                        |                        |                        |  |    |                |                |                |  |

El equipo que figura en la primera línea es quien obtuvo la ventaja de localía.

El resultado que figura al lado de cada equipo es la sumatoria de partidos ganados.

### Reclasificación en conferencia

#### Conferencia norte
Oberá Tenis Club - Ameghino (Villa María)
| 12 de abril, 21:30 | Oberá TC                                                         | 92–91                | Ameghino (VM)                                                | Oberá                                                                |  |  |
|                    | Parciales: 27-25, 19-17, 24-24, 22-25                            |                      |                                                              |                                                                      |  |  |
|                    | Estadísticas Sergio Rupil 22 José Luis Fabio 11 Mauricio Corzo 6 | Reporte Pts Reb Asts | Estadísticas 28 Juan Abeiro 11 Eugene Teague 9 Joaquín Baeza | Pabellón: Oberá Tenis Club Árbitros: * Jorge Chávez * Gustavo D'Anna |  |  |
| Serie: 1 - 0       |                                                                  |                      |                                                              |                                                                      |  |  |
|                    |                                                                  |                      |                                                              |                                                                      |  |  |

| 14 de abril, 21:30 | Oberá TC                                                            | 80–85                | Ameghino (VM)                                                                      | Oberá                                                                      |  |  |
|                    | Parciales: 24-26, 14-15, 10-26, 32-18                               |                      |                                                                                    |                                                                            |  |  |
|                    | Estadísticas Mauricio Corzo 20 José Luis Fabio 7 Santiago Ludueña 7 | Reporte Pts Reb Asts | Estadísticas 21 Eugene Teague 9 Eugene Teague 3 M. Cuello, J. Abeiro y S. Iglesias | Pabellón: Oberá Tenis Club Árbitros: * Julio Dinamarca * Sebastián Vasallo |  |  |
| Serie: 1 - 1       |                                                                     |                      |                                                                                    |                                                                            |  |  |
|                    |                                                                     |                      |                                                                                    |                                                                            |  |  |

| 17 de abril, 21:30 | Ameghino (VM)                                                  | 80–87                | Oberá TC                                                          | Villa María                                                                       |  |  |
|                    | Parciales: 19-22, 19-18, 19-22, 23-25                          |                      |                                                                   |                                                                                   |  |  |
|                    | Estadísticas Matías Cuello 16 Juan Abeiro 10 Abel Aristimuño 6 | Reporte Pts Reb Asts | Estadísticas 18 Lucas Gornatti 6 Mauricio Corzo 3 José Luis Fabio | Pabellón: Estadio La Leonera Árbitros: * Maximiliano Piedrabuena * Nicolás D'Anna |  |  |
| Serie: 1 - 2       |                                                                |                      |                                                                   |                                                                                   |  |  |
|                    |                                                                |                      |                                                                   |                                                                                   |  |  |

| 19 de abril, 21:30 | Ameghino (VM)                                                       | 104–105              | Oberá TC                                                              | Villa María                                                          |  |  |
|                    | Parciales: 22-21, 20-19, 22-31, 31-24 (T.E.: 9-10)                  |                      |                                                                       |                                                                      |  |  |
|                    | Estadísticas Matías Cuello 24 Juan Abeiro 9 Maximiliano Tamburini 7 | Reporte Pts Reb Asts | Estadísticas 35 Santiago Ludueña 8 José Luis Fabio 6 Santiago Ludueña | Pabellón: Estadio La Leonera Árbitros: * Pablo Leyton * Raúl Sánchez |  |  |
| Serie: 1 - 3       |                                                                     |                      |                                                                       |                                                                      |  |  |
|                    |                                                                     |                      |                                                                       |                                                                      |  |  |

Barrio Parque - Asociación Mitre (Tucumán)
| 12 de abril, 21:00 | Barrio Parque                                                 | 88–73                | Asociación Mitre (T)                                                                             | Córdoba                                                                         |  |  |
|                    | Parciales: 19-17, 24-21, 17-16, 28-19                         |                      |                                                                                                  |                                                                                 |  |  |
|                    | Estadísticas Luciano Guerra 16 Nicolás Lauría 7 Juan Kelly 13 | Reporte Pts Reb Asts | Estadísticas 22 José Muruaga 6 Joaquín Giordana y Bruno Ingratta 4 Bruno Ingratta y José Muruaga | Pabellón: Estadio Teatro del Parque Árbitros: * Alejandro Trías * Danilo Molina |  |  |
| Serie: 1 - 0       |                                                               |                      |                                                                                                  |                                                                                 |  |  |
|                    |                                                               |                      |                                                                                                  |                                                                                 |  |  |

| 14 de abril, 21:00 | Barrio Parque                                                    | 90–66                | Asociación Mitre (T)                                       | Córdoba                                                                        |  |  |
|                    | Parciales: 25-12, 27-15, 17-24, 21-15                            |                      |                                                            |                                                                                |  |  |
|                    | Estadísticas Gabriel Mikulas 20 Gabriel Mikulas 6 Agustín Jure 7 | Reporte Pts Reb Asts | Estadísticas 16 Pablo Osores 7 Lenny Daniel 4 José Muruaga | Pabellón: Estadio Teatro del Parque Árbitros: * Pablo Leyton * Enrique Cáceres |  |  |
| Serie: 2 - 0       |                                                                  |                      |                                                            |                                                                                |  |  |
|                    |                                                                  |                      |                                                            |                                                                                |  |  |

| 17 de abril, 22:00 | Asociación Mitre (T)                                          | 92–96                | Barrio Parque                                                | San Miguel de Tucumán                                                            |  |  |
|                    | Parciales: 18-25, 26-23, 17-26, 31-22                         |                      |                                                              |                                                                                  |  |  |
|                    | Estadísticas José Muruaga 28 Matías Martínez 5 Lenny Daniel 5 | Reporte Pts Reb Asts | Estadísticas 19 Nicolás Lauría 9 Nicolás Lauría 6 Juan Kelly | Pabellón: Estadio de Asoc. Mitre Árbitros: * Cristian Alfaro * Sebastián Vasallo |  |  |
| Serie: 0 - 3       |                                                               |                      |                                                              |                                                                                  |  |  |
|                    |                                                               |                      |                                                              |                                                                                  |  |  |

Talleres (Tafí Viejo) - Independiente BBC
| 12 de abril, 22:00 | Talleres (TV)                                                                                       | 62–77                | Independiente BBC                                              | Tafí Viejo                                                              |  |  |
|                    | Parciales: 15-17, 9-13, 17-22, 21-25                                                                |                      |                                                                |                                                                         |  |  |
|                    | Estadísticas Jerónimo Solozano Ayusa 16 George Valentine III y J. Solozano 8 George Valentine III 5 | Reporte Pts Reb Asts | Estadísticas 20 Eduardo Spalla 10 Willie Readus 5 Axel Weigand | Pabellón: Estadio La Leonera Árbitros: * Pablo Leyton * Enrique Cáceres |  |  |
| Serie: 0 - 1       | |                      |                                                                |                                                                         |  |  |
|                    | |                      |                                                                |                                                                         |  |  |

| 14 de abril, 20:00 | Talleres (TV)                                                         | 81–82                | Independiente BBC                                                        | Tafí Viejo                                                                   |  |  |
|                    | Parciales: 24-16, 20-12, 16-19, 21-35                                 |                      |                                                                          |                                                                              |  |  |
|                    | Estadísticas Gastón García 15 George Valentine III 11 Gastón García 4 | Reporte Pts Reb Asts | Estadísticas 22 D. Palacios y E. Spalla 9 Axel Weigand 3 Damián Palacios | Pabellón: Estadio La Leonera Árbitros: * Cristian Alfaro * Maximiliano Moral |  |  |
| Serie: 0 - 2       |                                                                       |                      |                                                                          |                                                                              |  |  |
|                    |                                                                       |                      |                                                                          |                                                                              |  |  |

| 17 de abril, 22:00 | Independiente BBC                                               | 76–63                | Talleres (TV)                                                         | Santiago del Estero                                              |  |  |
|                    | Parciales: 15-8, 16-15, 27-18, 18-22                            |                      |                                                                       |                                                                  |  |  |
|                    | Estadísticas Willie Readus 15 Axel Weigand 8 Damián Palacios 10 | Reporte Pts Reb Asts | Estadísticas 14 Jerónimo Solozano Ayusa 5 Ivan Julian 7 Gastón García | Pabellón: Estadio Ciudad Árbitros: * Fabio Alaníz * Raúl Sánchez |  |  |
| Serie: 3 - 0       |                                                                 |                      |                                                                       |                                                                  |  |  |
|                    |                                                                 |                      |                                                                       |                                                                  |  |  |

Unión (Santa Fe) - Villa San Martín (Resistencia)
| 12 de abril, 21:30 | Unión (SF)                                                          | 98–59                | Villa San Martín (R)                                                                         | Santa Fe                                                                       |  |  |
|                    | Parciales: 28-15, 20-14, 27-10, 23-20                               |                      |                                                                                              |                                                                                |  |  |
|                    | Estadísticas Andrés Mariani 18 Nicolás Borsellino 10 Rodrigo Haag 6 | Reporte Pts Reb Asts | Estadísticas 14 Guillermo Saavedra 8 Guillermo Saavedra 3 Bernardo Ossela y Francisco Alasia | Pabellón: Estadio Ángel Malvicino Árbitros: * Cristian Alfaro * Nicolás D'Anna |  |  |
| Serie: 1 - 0       |                                                                     |                      |                                                                                              |                                                                                |  |  |
|                    |                                                                     |                      |                                                                                              |                                                                                |  |  |

| 14 de abril, 19:30 | Unión (SF)                                                          | 87–70                | Villa San Martín (R)                                                                          | Santa Fe                                                                        |  |  |
|                    | Parciales: 21-21, 24-11, 24-14, 18-24                               |                      |                                                                                               |                                                                                 |  |  |
|                    | Estadísticas Rodrigo Haag 17 Nicolás Borsellino 9 Rodrigo Sánchez 6 | Reporte Pts Reb Asts | Estadísticas 20 Martín Cabrera 13 Guillermo Saavedra 3 A. Carnovale, G. Saavedra y M. Cerutti | Pabellón: Estadio Ángel Malvicino Árbitros: * Alejandro Trías * Gonzalo Delsart |  |  |
| Serie: 2 - 0       |                                                                     |                      |                                                                                               |                                                                                 |  |  |
|                    |                                                                     |                      |                                                                                               |                                                                                 |  |  |

| 17 de abril, 21:30 | Villa San Martín (R)                                                  | 86–94                | Unión (SF)                                                             | Resistencia                                                                        |  |  |
|                    | Parciales: 21-24, 19-20, 22-24, 24-26                                 |                      |                                                                        |                                                                                    |  |  |
|                    | Estadísticas Martín Cabrera 25 Guillermo Saavedra 11 Martín Cabrera 6 | Reporte Pts Reb Asts | Estadísticas 25 Andrés Mariani 10 Nicolás Borsellino 10 Andrés Mariani | Pabellón: Estadio de Villa San Martín Árbitros: * Héctor Wasinger * Gustavo D'Anna |  |  |
| Serie: 0 - 3       |                                                                       |                      |                                                                        |                                                                                    |  |  |
|                    |                                                                       |                      |                                                                        |                                                                                    |  |  |

#### Conferencia sur
Petrolero Argentino (Plaza Huincul) - Villa Mitre (Buenos Aires)
| 12 de abril, 21:30 | Petrolero Argentino (PH)                                           | 71–75                | Villa Mitre (BA)                                                          | Cutral Có                                                                                   |  |  |
|                    | Parciales: 15-18, 17-16, 20-18, 19-23                              |                      |                                                                           |                                                                                             |  |  |
|                    | Estadísticas Cedric Blossom 24 Thiago Farías 8 Rodrigo Lavezzari 9 | Reporte Pts Reb Asts | Estadísticas 17 Eric Anderson Jr. 13 Eric Anderson Jr. 10 Lucas Picarelli | Pabellón: Gimnasio Municipal Enrique Mosconi Árbitros: * Leonardo Barotto * Emanuel Sánchez |  |  |
| Serie: 0 - 1       |                                                                    |                      |                                                                           |                                                                                             |  |  |
|                    |                                                                    |                      |                                                                           |                                                                                             |  |  |

| 14 de abril, 21:30 | Petrolero Argentino (PH)                                                | 99–71                | Villa Mitre (BA)                                                       | Cutral Có                                                                                      |  |  |
|                    | Parciales: 23-21, 27-10, 21-18, 28-22                                   |                      |                                                                        |                                                                                                |  |  |
|                    | Estadísticas Esteban Cantarutti 27 Cedric Blossom 7 Rodrigo Lavezzari 5 | Reporte Pts Reb Asts | Estadísticas 19 Santiago Ibarra 11 Eric Anderson Jr. 6 Lucas Picarelli | Pabellón: Gimnasio Municipal Enrique Mosconi Árbitros: * Javier Sánchez * Rodrigo Reyes Borras |  |  |
| Serie: 1 - 1       |                                                                         |                      |                                                                        |                                                                                                |  |  |
|                    |                                                                         |                      |                                                                        |                                                                                                |  |  |

| 17 de abril, 20:00 | Villa Mitre (BA)                                                         | 76–62                | Petrolero Argentino (PH)                                    | Buenos Aires                                                                  |  |  |
|                    | Parciales: 22-13, 19-18, 14-18, 21-13                                    |                      |                                                             |                                                                               |  |  |
|                    | Estadísticas Eric Anderson Jr. 21 Eric Anderson Jr. 15 Lucas Picarelli 7 | Reporte Pts Reb Asts | Estadísticas 21 Cedric Blossom 9 Cedric Blossom 6 Ariel Pau | Pabellón: Estadio Obras Sanitarias Árbitros: * Raúl Lorenzo * Enrique Cáceres |  |  |
| Serie: 2 - 1       |                                                                          |                      |                                                             |                                                                               |  |  |
|                    |                                                                          |                      |                                                             |                                                                               |  |  |

| 19 de abril, 21:00 | Villa Mitre (BA)                                                          | 78–74                | Petrolero Argentino (PH)                               | Florida                                                                                           |  |  |
|                    | Parciales: 11-21, 22-21, 22-20, 23-12                                     |                      |                                                        |                                                                                                   |  |  |
|                    | Estadísticas Anthony Criswell 23 Eric Anderson Jr. 13 Eric Anderson Jr. 3 | Reporte Pts Reb Asts | Estadísticas 20 Ariel Pau 11 Thiago Farías 7 Ariel Pau | Pabellón: Estadio Ciudad de Vicente López Árbitros: * Maximiliano Piedrabuena * Cristian Salguero |  |  |
| Serie: 3 - 1       |                                                                           |                      |                                                        |                                                                                                   |  |  |
|                    |                                                                           |                      |                                                        |                                                                                                   |  |  |

Centro Español (Plottier) - Temperley
Por la desafiliación de Temperley se le dio la serie ganada a Centro Español de Plottier. Temperley fue suspendido por conductas no apropiadas, insultos y faltas de respeto de los árbitros de diversos encuentros por parte del señor presidente de la institución Hernán Lewin a lo largo del torneo. También el señor Lewin había sido suspendido momentáneamente por 30 días y sin embargo continuó yendo a los partidos, violando la suspensión. Al no cumplir las sanciones y al no hacer algo la institución para que ello suceda, al Club A. Temperley se le adjudicó una suspensión de 120 días mientras que al presidente del club por un año. Al no poder presentarse Temperley a los partidos por estar suspendido, la serie la gana Centro Español.
Rivadavia (Mendoza) - Ciclista Juninense
| 12 de abril, 21:30 | Rivadavia (M)                                                    | 86–64                | Ciclista Juninense                                                      | Rivadavia                                                                           |  |  |
|                    | Parciales: 21-15, 14-25, 22-13, 29-11                            |                      |                                                                         |                                                                                     |  |  |
|                    | Estadísticas Quadir Welton 19 Quadir Welton 11 Federico Grenni 9 | Reporte Pts Reb Asts | Estadísticas 16 Karel Guzmán Abreu 7 Reque Newsome 2 Karel Guzmán Abreu | Pabellón: Estadio Leopoldo Brozovix Árbitros: * Sergio Tarifeño * Maximiliano Moral |  |  |
| Serie: 1 - 0       |                                                                  |                      |                                                                         |                                                                                     |  |  |
|                    |                                                                  |                      |                                                                         |                                                                                     |  |  |

| 14 de abril, 21:30 | Rivadavia (M)                                                            | 77–58                | Ciclista Juninense                                                   | Rivadavia                                                                                |  |  |
|                    | Parciales: 14-17, 15-12, 18-18, 30-11                                    |                      |                                                                      |                                                                                          |  |  |
|                    | Estadísticas Nathaniel Jones Casey 30 Quadir Welton 15 Federico Grenni 5 | Reporte Pts Reb Asts | Estadísticas 22 Reque Newsome 7 Reque Newsome 4 Juan Ignacio Laterza | Pabellón: Estadio Leopoldo Brozovix Árbitros: * Maximiliano Piedrabuena * Nicolás D'Anna |  |  |
| Serie: 2 - 0       |                                                                          |                      |                                                                      |                                                                                          |  |  |
|                    |                                                                          |                      |                                                                      |                                                                                          |  |  |

| 17 de abril, 21:30 | Ciclista Juninense                                              | 70–73                | Rivadavia (M)                                                          | Junín                                                                          |  |  |
|                    | Parciales: 25-16, 12-18, 17-14, 16-25                           |                      |                                                                        |                                                                                |  |  |
|                    | Estadísticas Reque Newsome 24 Reque Newsome 8 Xavier Carreras 5 | Reporte Pts Reb Asts | Estadísticas 16 Nathaniel Jones Casey 10 Quadir Welton 4 Tidell Pierre | Pabellón: Estadio Raúl «Chuni» Merlo Árbitros: * Pedro Hoyos * Alejandro Trías |  |  |
| Serie: 0 - 3       |                                                                 |                      |                                                                        |                                                                                |  |  |
|                    |                                                                 |                      |                                                                        |                                                                                |  |  |

Atenas (Carmen de Patagones) - La Unión (Colón)
| 12 de abril, 21:30 | Atenas (CdP)                                                | 80–75                | La Unión (C)                                                                      | Carmen de Patagones                                                                      |  |  |
|                    | Parciales: 21-20, 18-18, 17-21, 24-16                       |                      |                                                                                   |                                                                                          |  |  |
|                    | Estadísticas Scott Cutley 16 Scott Cutley 13 Scott Cutley 5 | Reporte Pts Reb Asts | Estadísticas 16 Sebastián Pincton y Alejo Crotti 10 Albert Jackson 7 Álvaro Merlo | Pabellón: Estadio Carmelo Trípodi Calá Árbitros: * Javier Sánchez * Rodrigo Reyes Borras |  |  |
| Serie: 1 - 0       |                                                             |                      |                                                                                   |                                                                                          |  |  |
|                    |                                                             |                      |                                                                                   |                                                                                          |  |  |

| 14 de abril, 21:30 | Atenas (CdP)                                              | 80–75                | La Unión (C)                                                  | Carmen de Patagones                                                              |  |  |
|                    | Parciales: 24-18, 13-18, 22-16, 21-23                     |                      |                                                               |                                                                                  |  |  |
|                    | Estadísticas Taylor King 19 Taylor King 11 Scott Cutley 5 | Reporte Pts Reb Asts | Estadísticas 18 Alejo Crotti 11 Albert Jackson 5 Álvaro Merlo | Pabellón: Estadio Carmelo Trípodi Calá Árbitros: * Ariel Rosas * José Luis Lugli |  |  |
| Serie: 2 - 0       |                                                           |                      |                                                               |                                                                                  |  |  |
|                    |                                                           |                      |                                                               |                                                                                  |  |  |

| 17 de abril, 21:30 | La Unión (C)                                                 | 72–62                | Atenas (CdP)                                              | Colón                                                                          |  |  |
|                    | Parciales: 14-17, 25-10, 16-17, 17-18                        |                      |                                                           |                                                                                |  |  |
|                    | Estadísticas Alejo Crotti 19 Albert Jackson 6 Andrés Merlo 2 | Reporte Pts Reb Asts | Estadísticas 29 Taylor King 14 Taylor King 7 Scott Cutley | Pabellón: Estadio Carlos Delasoie Árbitros: * Pablo Leyton * Maximiliano Moral |  |  |
| Serie: 1 - 2       |                                                              |                      |                                                           |                                                                                |  |  |
|                    |                                                              |                      |                                                           |                                                                                |  |  |

| 19 de abril, 21:00 | La Unión (C)                                                  | 74–84                | Atenas (CdP)                                                   | Colón                                                                           |  |  |
|                    | Parciales: 24-15, 16-22, 18-20, 16-27                         |                      |                                                                |                                                                                 |  |  |
|                    | Estadísticas Alejo Crotti 30 Anthony Jackson 9 Álvaro Merlo 5 | Reporte Pts Reb Asts | Estadísticas 21 Agustín Giaraffa 14 Taylor King 5 Scott Cutley | Pabellón: Estadio Carlos Delasoie Árbitros: * Leandro Lezcano * Gonzalo Delsart |  |  |
| Serie: 1 - 3       |                                                               |                      |                                                                |                                                                                 |  |  |
|                    |                                                               |                      |                                                                |                                                                                 |  |  |

### Cuartos de final de conferencia

#### Conferencia norte
Libertad - Independiente BBC
| 25 de abril, 21:30 | Libertad                                                      | 77–74                | Independiente BBC                                                 | Sunchales                                                                        |  |  |
|                    | Parciales: 27-26, 15-17, 14-16, 21-15                         |                      |                                                                   |                                                                                  |  |  |
|                    | Estadísticas Bruno Barovero 27 Miguel Ruíz 8 Bruno Barovero 6 | Reporte Pts Reb Asts | Estadísticas 22 Eduardo Spalla 8 Eduardo Spalla 6 Damián Palacios | Pabellón: El Hogar de los Tigres Árbitros: * Héctor Wasinger * Sebastián Vasallo |  |  |
| Serie: 1 - 0       |                                                               |                      |                                                                   |                                                                                  |  |  |
|                    |                                                               |                      |                                                                   |                                                                                  |  |  |

| 27 de abril, 21:30 | Libertad                                                                 | 75–68                | Independiente BBC                                               | Sunchales                                                                     |  |  |
|                    | Parciales: 21-18, 13-14, 15-20, 26-16                                    |                      |                                                                 |                                                                               |  |  |
|                    | Estadísticas Bruno Barovero 46 Miguel Ruíz González 11 Nicolás Copello 6 | Reporte Pts Reb Asts | Estadísticas 19 Willie Readus 8 Willie Readus 4 Damián Palacios | Pabellón: El Hogar de los Tigres Árbitros: * Pablo Leyton * Maximiliano Moral |  |  |
| Serie: 2 - 0       |                                                                          |                      |                                                                 |                                                                               |  |  |
|                    |                                                                          |                      |                                                                 |                                                                               |  |  |

| 30 de abril, 22:00 | Independiente BBC                                             | 78–75                | Libertad                                                             | Santiago del Estero                                                  |  |  |
|                    | Parciales: 27-13, 17-22, 10-22, 24-18                         |                      |                                                                      |                                                                      |  |  |
|                    | Estadísticas Willie Readus 28 Axel Weigand 11 Luis Mansilla 5 | Reporte Pts Reb Asts | Estadísticas 25 Bruno Barovero 7 Gregorio Eseverri 7 Nicolás Copello | Pabellón: Estadio Ciudad Árbitros: * Fabio Alaníz * Oscar Martinetto |  |  |
| Serie: 1 - 2       |                                                               |                      |                                                                      |                                                                      |  |  |
|                    |                                                               |                      |                                                                      |                                                                      |  |  |

| 2 de mayo, 22:00 | Independiente BBC                                             | 83–73                | Libertad                                                                | Santiago del Estero                                                    |  |  |
|                  | Parciales: 21-13, 20-27, 24-21, 18-12                         |                      |                                                                         |                                                                        |  |  |
|                  | Estadísticas Luis Mansilla 28 Axel Weigand 6 Eduardo Spalla 5 | Reporte Pts Reb Asts | Estadísticas 31 Bruno Barovero 9 Miguel Ruíz González 9 Nicolás Copello | Pabellón: Estadio Ciudad Árbitros: * Cristian Salguero * Alberto Ponzo |  |  |
| Serie: 2 - 2     |                                                               |                      |                                                                         |                                                                        |  |  |
|                  |                                                               |                      |                                                                         |                                                                        |  |  |

| 5 de mayo, 20:00 | Libertad                                                                 | 97–89                | Independiente BBC                                               | Sunchales                                                                   |  |  |
|                  | Parciales: 24-15, 29-16, 24-32, 20-26                                    |                      |                                                                 |                                                                             |  |  |
|                  | Estadísticas Bruno Barovero 35 Miguel Ruíz González 18 Nicolás Copello 6 | Reporte Pts Reb Asts | Estadísticas 28 Eduardo Spalla 8 Axel Weigand 6 Damián Palacios | Pabellón: El Hogar de los Tigres Árbitros: * Leandro Lezcano * Jorge Chávez |  |  |
| Serie: 3 - 2     |                                                                          |                      |                                                                 |                                                                             |  |  |
|                  |                                                                          |                      |                                                                 |                                                                             |  |  |

Hindú (Resistencia) - Unión (Santa Fe)
| 25 de abril, 22:00 | Hindú (R)                                                      | 72–69                | Unión (SF)                                                     | Resistencia                                                                  |  |  |
|                    | Parciales: 19-13, 24-18, 15-21, 14-17                          |                      |                                                                |                                                                              |  |  |
|                    | Estadísticas Martín Cequeira 16 Pablo Moya 8 Martín Cequeira 2 | Reporte Pts Reb Asts | Estadísticas 18 Andrés Mariani 9 Gastón Torre 4 Andrés Mariani | Pabellón: Estadio de Hindú Club Árbitros: * Cristian Alfaro * Nicolás D'Anna |  |  |
| Serie: 1 - 0       |                                                                |                      |                                                                |                                                                              |  |  |
|                    |                                                                |                      |                                                                |                                                                              |  |  |

| 27 de abril, 22:00 | Hindú (R)                                                    | 92–65                | Unión (SF)                                                                   | Resistencia                                                                      |  |  |
|                    | Parciales: 23-22, 22-15, 25-17, 22-11                        |                      |                                                                              |                                                                                  |  |  |
|                    | Estadísticas Kenneth Jones 11 Pablo Moya 8 Martín Cequeira 5 | Reporte Pts Reb Asts | Estadísticas 19 Andrés Mariani 7 Nicolás Borsellino Donatti 2 Andrés Mariani | Pabellón: Estadio de Hindú Club Árbitros: * Oscar Martinetto * Sebastián Vasallo |  |  |
| Serie: 2 - 0       |                                                              |                      |                                                                              |                                                                                  |  |  |
|                    |                                                              |                      |                                                                              |                                                                                  |  |  |

| 30 de abril, 22:15 | Unión (SF)                                                      | 73–64                | Hindú (R)                                                          | Santa Fe                                                                         |  |  |
|                    | Parciales: 18-15, 20-16, 12-11, 23-22                           |                      |                                                                    |                                                                                  |  |  |
|                    | Estadísticas Andrés Mariani 17 Rodrigo Sánchez 8 Gastón Torre 4 | Reporte Pts Reb Asts | Estadísticas 16 Pablo Fernández 12 Kenneth Jones 3 Pablo Fernández | Pabellón: Estadio Ángel Malvicino Árbitros: * Cristian Salguero * José Domínguez |  |  |
| Serie: 1 - 2       |                                                                 |                      |                                                                    |                                                                                  |  |  |
|                    |                                                                 |                      |                                                                    |                                                                                  |  |  |

| 2 de mayo, 21:30 | Unión (SF)                                                         | 80–72                | Hindú (R)                                                               | Santa Fe                                                                          |  |  |
|                  | Parciales: 23-8, 20-22, 16-12, 21-30                               |                      |                                                                         |                                                                                   |  |  |
|                  | Estadísticas Rodrigo Sánchez 18 Rodrigo Sánchez 9 Andrés Mariani 3 | Reporte Pts Reb Asts | Estadísticas 23 Cristian Romero 10 Kenneth Jones 3 Favio Vieta Stechina | Pabellón: Estadio Ángel Malvicino Árbitros: * Alejandro Trías * Maximiliano Moral |  |  |
| Serie: 2 - 2     |                                                                    |                      |                                                                         |                                                                                   |  |  |
|                  |                                                                    |                      |                                                                         |                                                                                   |  |  |

| 5 de mayo, 21:00 | Hindú (R)                                                          | 94–72                | Unión (SF)                                                   | Resistencia                                                                   |  |  |
|                  | Parciales: 16-17, 22-15, 31-17, 25-23                              |                      |                                                              |                                                                               |  |  |
|                  | Estadísticas Cristian Romero 20 Julián Morales 8 Martín Cequeira 4 | Reporte Pts Reb Asts | Estadísticas 24 Andrés Mariani 9 Gastón Torre 6 Gastón Torre | Pabellón: Estadio de Hindú Club Árbitros: * Rodrigo Castillo * Nicolás D'Anna |  |  |
| Serie: 3 - 2     |                                                                    |                      |                                                              |                                                                               |  |  |
|                  |                                                                    |                      |                                                              |                                                                               |  |  |

BHY Tiro Federal Morteros - Barrio Parque
| 25 de abril, 21:30 | BHY Tiro Federal Morteros                                           | 80–57                | Barrio Parque                                                    | Morteros                                                                          |  |  |
|                    | Parciales: 24-14, 21-15, 16-17, 19-11                               |                      |                                                                  |                                                                                   |  |  |
|                    | Estadísticas Maximiliano Martín 14 Mauro Araujo 7 Emiliano Correa 3 | Reporte Pts Reb Asts | Estadísticas 17 Nicolás Lauría 7 Lautaro Rivata 3 Nicolás Lauría | Pabellón: Estadio Vide Tealdi Árbitros: * Maximiliano Piedrabuena * Danilo Molina |  |  |
| Serie: 1 - 0       |                                                                     |                      |                                                                  |                                                                                   |  |  |
|                    |                                                                     |                      |                                                                  |                                                                                   |  |  |

| 27 de abril, 21:30 | BHY Tiro Federal Morteros                                               | 73–80                | Barrio Parque                                                    | Morteros                                                                 |  |  |
|                    | Parciales: 17-21, 18-16, 14-8, 16-20 (T.E.: 8-15)                       |                      |                                                                  |                                                                          |  |  |
|                    | Estadísticas Sebastián Acevedo 20 Sebastián Acevedo 9 Emiliano Correa 7 | Reporte Pts Reb Asts | Estadísticas 26 Nicolás Lauría 6 Nicolás Lauría 2 Nicolás Lauría | Pabellón: Estadio Vide Tealdi Árbitros: * Fabio Alaníz * Gonzalo Delsart |  |  |
| Serie: 1 - 1       |                                                                         |                      |                                                                  |                                                                          |  |  |
|                    |                                                                         |                      |                                                                  |                                                                          |  |  |

| 30 de abril, 21:00 | Barrio Parque                                                | 65–61                | BHY Tiro Federal Morteros                                                | Córdoba                                                               |  |  |
|                    | Parciales: 17-15, 19-9, 11-19, 18-18                         |                      |                                                                          |                                                                       |  |  |
|                    | Estadísticas Juan Kelly 20 Nicolás Lauría 7 Nicolás Lauría 6 | Reporte Pts Reb Asts | Estadísticas 25 Sebastián Acevedo 12 Sebastián Acevedo 6 Emiliano Correa | Pabellón: Teatro del Parque Árbitros: * Gustavo D'Anna * Raúl Sánchez |  |  |
| Serie: 2 - 1       |                                                              |                      |                                                                          |                                                                       |  |  |
|                    |                                                              |                      |                                                                          |                                                                       |  |  |

| 2 de mayo, 21:00 | Barrio Parque                                                | 71–69                | BHY Tiro Federal Morteros                                                           | Córdoba                                                                 |  |  |
|                  | Parciales: 14-17, 20-15, 21-20, 16-17                        |                      |                                                                                     |                                                                         |  |  |
|                  | Estadísticas Nicolás Lauría 19 Nicolás Lauría 9 Juan Kelly 4 | Reporte Pts Reb Asts | Estadísticas 16 Juan Ignacio Rodríguez Suppi 9 Maximiliano Martín 5 Emiliano Correa | Pabellón: Teatro del Parque Árbitros: * Raúl Lorenzo * Leonardo Barotto |  |  |
| Serie: 3 - 1     |                                                              |                      |                                                                                     |                                                                         |  |  |
|                  |                                                              |                      |                                                                                     |                                                                         |  |  |

Deportivo Norte (Armstrong) - Oberá Tenis Club
| 25 de abril, 21:30 | Deportivo Norte (A)                                               | 73–77                | Oberá TC                                                      | Armstrong                                                                    |  |  |
|                    | Parciales: 10-16, 20-21, 15-14, 28-26                             |                      |                                                               |                                                                              |  |  |
|                    | Estadísticas Marco Luchi 18 Rodrigo Gallego 8 Franco Borsellino 7 | Reporte Pts Reb Asts | Estadísticas 18 Sergio Rupil 7 José Luis Fabio 4 Sergio Rupil | Pabellón: Estadio Jorge Ferrero Árbitros: * Pablo Leyton * Maximiliano Moral |  |  |
| Serie: 0 - 1       |                                                                   |                      |                                                               |                                                                              |  |  |
|                    |                                                                   |                      |                                                               |                                                                              |  |  |

| 27 de abril, 21:30 | Deportivo Norte (A)                                                       | 89–76                | Oberá TC                                                          | Armstrong                                                                   |  |  |
|                    | Parciales: 23-18, 18-17, 22-18, 26-23                                     |                      |                                                                   |                                                                             |  |  |
|                    | Estadísticas Celestino Cupulutti 17 Elías Eterovich 7 Franco Borsellino 6 | Reporte Pts Reb Asts | Estadísticas 12 Sergio Rupil 4 José Luis Fabio 3 Santiago Ludueña | Pabellón: Estadio Jorge Ferrero Árbitros: * Héctor Wasinger * Alberto Ponzo |  |  |
| Serie: 1 - 1       |                                                                           |                      |                                                                   |                                                                             |  |  |
|                    |                                                                           |                      |                                                                   |                                                                             |  |  |

| 30 de abril, 21:30 | Oberá TC                                                            | 73–71                | Deportivo Norte (A)                                               | Oberá                                                                   |  |  |
|                    | Parciales: 14-16, 17-19, 19-18, 23-18                               |                      |                                                                   |                                                                         |  |  |
|                    | Estadísticas Lamar Roberson 16 José Luis Fabio 7 Santiago Ludueña 8 | Reporte Pts Reb Asts | Estadísticas 16 Rodrigo Gallego 8 Marco Luchi 8 Franco Borsellino | Pabellón: Oberá Tenis Club Árbitros: * Cristian Alfaro * Nicolás D'Anna |  |  |
| Serie: 2 - 1       |                                                                     |                      |                                                                   |                                                                         |  |  |
|                    |                                                                     |                      |                                                                   |                                                                         |  |  |

| 2 de mayo, 21:30 | Oberá TC                                                    | 80–76                | Deportivo Norte (A)                                               | Oberá                                                                              |  |  |
|                  | Parciales: 19-23, 16-22, 23-19, 22-12                       |                      |                                                                   |                                                                                    |  |  |
|                  | Estadísticas Mauricio Corzo 22 José Fabio 6 Lucas Gornati 6 | Reporte Pts Reb Asts | Estadísticas 17 Franco Borsellino 9 Marco Luchi 5 Rodrigo Gallego | Pabellón: Oberá Tenis Club Árbitros: * Maximiliano Piedrabuena * Sebastián Vasallo |  |  |
| Serie: 3 - 1     |                                                             |                      |                                                                   |                                                                                    |  |  |
|                  |                                                             |                      |                                                                   |                                                                                    |  |  |

#### Conferencia sur
Estudiantes (Olavarría) - Villa Mitre (Buenos Aires)
| 25 de abril, 21:30 | Estudiantes (O)                                                  | 77–68                | Villa Mitre (BA)                                                       | Olavarría                                                                 |  |  |
|                    | Parciales: 24-15, 21-13, 17-21, 15-19                            |                      |                                                                        |                                                                           |  |  |
|                    | Estadísticas Santiago Arese 20 Joaquín Gamazo 9 Santiago Arese 7 | Reporte Pts Reb Asts | Estadísticas 26 Anthony Criswell 9 Eric Anderson Jr. 4 Lucas Picarelli | Pabellón: Parque Carlos Guerrero Árbitros: * Silvio Guzmán * Raúl Sánchez |  |  |
| Serie: 1 - 0       |                                                                  |                      |                                                                        |                                                                           |  |  |
|                    |                                                                  |                      |                                                                        |                                                                           |  |  |

| 27 de abril, 21:30 | Estudiantes (O)                                                      | 88–78                | Villa Mitre (BA)                                                      | Olavarría                                                                      |  |  |
|                    | Parciales: 27-21, 20-19, 21-16, 20-22                                |                      |                                                                       |                                                                                |  |  |
|                    | Estadísticas Joaquín Gamazo 20 Santiago Arese 6 Patricio Rodríguez 6 | Reporte Pts Reb Asts | Estadísticas 23 Anthony Criswell 7 Anthony Criswell 4 Lucas Picarelli | Pabellón: Parque Carlos Guerrero Árbitros: * Alejandro Trías * Emanuel Sánchez |  |  |
| Serie: 2 - 0       |                                                                      |                      |                                                                       |                                                                                |  |  |
|                    |                                                                      |                      |                                                                       |                                                                                |  |  |

| 30 de abril, 17:00 | Villa Mitre (BA)                                                         | 71–68                | Estudiantes (O)                                                     | Buenos Aires                                                                 |  |  |
|                    | Parciales: 17-21, 17-12, 16-25, 21-10                                    |                      |                                                                     |                                                                              |  |  |
|                    | Estadísticas Anthony Criswell 23 Eric Anderson Jr. 16 Leandro Portillo 7 | Reporte Pts Reb Asts | Estadísticas 20 Alejo Montes 10 Santiago Arese 4 Patricio Rodríguez | Pabellón: Estadio Obras Sanitarias Árbitros: * Ariel Rosas * Enrique Cáceres |  |  |
| Serie: 1 - 2       |                                                                          |                      |                                                                     |                                                                              |  |  |
|                    |                                                                          |                      |                                                                     |                                                                              |  |  |

| 2 de mayo, 21:00 | Villa Mitre (BA)                                                         | 66–73                | Estudiantes (O)                                                         | Buenos Aires                                                                    |  |  |
|                  | Parciales: 13-13, 16-13, 18-25, 19-22                                    |                      |                                                                         |                                                                                 |  |  |
|                  | Estadísticas Anthony Criswell 23 Eric Anderson Jr. 16 Leandro Portillo 6 | Reporte Pts Reb Asts | Estadísticas 15 Santiago Arese 11 Gastón Essengue 5 Christian Schoppler | Pabellón: Estadio Obras Sanitarias Árbitros: * Julio Dinamarca * Javier Sánchez |  |  |
| Serie: 1 - 3     |                                                                          |                      |                                                                         |                                                                                 |  |  |
|                  |                                                                          |                      |                                                                         |                                                                                 |  |  |

Platense - Atenas (Carmen de Patagones)
| 25 de abril, 21:00 | Platense                                                             | 78–56                | Atenas (CdP)                                              | Vicente López                                                                           |  |  |
|                    | Parciales: 16-19, 18-14, 21-8, 23-15                                 |                      |                                                           |                                                                                         |  |  |
|                    | Estadísticas Alejandro Rappalardi 14 Tyrone Lee 11 Facundo Vázquez 7 | Reporte Pts Reb Asts | Estadísticas 12 Taylor King 11 Taylor King 3 Scott Cutley | Pabellón: Estadio Ciudad de Vicente López Árbitros: * Alejandro Trías * Enrique Cáceres |  |  |
| Serie: 1 - 0       |                                                                      |                      |                                                           |                                                                                         |  |  |
|                    |                                                                      |                      |                                                           |                                                                                         |  |  |

| 27 de abril, 21:00 | Platense                                                    | 83–78                | Atenas (CdP)                                                    | Vicente López                                                                         |  |  |
|                    | Parciales: 22-18, 13-21, 21-17, 27-22                       |                      |                                                                 |                                                                                       |  |  |
|                    | Estadísticas Facundo Vázquez 15 Tyrone Lee 10 Pablo Bruna 5 | Reporte Pts Reb Asts | Estadísticas 29 Scott Cutley 14 Taylor King 4 Emiliano Agostino | Pabellón: Estadio Ciudad de Vicente López Árbitros: * Sergio Tarifeño * Danilo Molina |  |  |
| Serie: 2 - 0       |                                                             |                      |                                                                 |                                                                                       |  |  |
|                    |                                                             |                      |                                                                 |                                                                                       |  |  |

| 30 de abril, 21:30 | Atenas (CdP)                                                       | 63–67                | Platense                                                  | Carmen de Patagones                                                                    |  |  |
|                    | Parciales: 23-10, 16-18, 7-18, 17-21                               |                      |                                                           |                                                                                        |  |  |
|                    | Estadísticas Emiliano Agostino 16 Scott Cutley 12 Luciano Tantos 6 | Reporte Pts Reb Asts | Estadísticas 24 Tyrone Lee 7 Tyrone Lee 4 Facundo Vázquez | Pabellón: Estadio Carmelo Trípodi Calá Árbitros: * Pablo Leyton * Rodrigo Reyes Borras |  |  |
| Serie: 0 - 3       |                                                                    |                      |                                                           |                                                                                        |  |  |
|                    |                                                                    |                      |                                                           |                                                                                        |  |  |

Deportivo Viedma - Rivadavia (Mendoza)
| 25 de abril, 21:30 | Deportivo Viedma                                                     | 87–95                | Rivadavia (M)                                                           | Viedma                                                                              |  |  |
|                    | Parciales: 18-24, 16-25, 22-21, 31-25                                |                      |                                                                         |                                                                                     |  |  |
|                    | Estadísticas Federico Mariani 21 De Angelo Kirkland 8 Pedro Franco 5 | Reporte Pts Reb Asts | Estadísticas 27 Nathaniel Jones Casey 9 Quadir Welton 6 Federico Grenni | Pabellón: Estadio Ángel Cayetano Arias Árbitros: * Javier Sánchez * Emanuel Sánchez |  |  |
| Serie: 0 - 1       |                                                                      |                      |                                                                         |                                                                                     |  |  |
|                    |                                                                      |                      |                                                                         |                                                                                     |  |  |

| 27 de abril, 21:30 | Deportivo Viedma                                                        | 83–78                | Rivadavia (M)                                                          | Viedma                                                                             |  |  |
|                    | Parciales: 15-18, 29-19, 21-16, 18-25                                   |                      |                                                                        |                                                                                    |  |  |
|                    | Estadísticas Federico Mariani 20 Maximiliano Tabieres 11 Pedro Franco 7 | Reporte Pts Reb Asts | Estadísticas 20 Qadir Welton 8 Nathaniel Jones Casey 6 Gonzalo Álvarez | Pabellón: Estadio Ángel Cayetano Arias Árbitros: * Silvio Guzmán * José Luis Lugli |  |  |
| Serie: 1 - 1       |                                                                         |                      |                                                                        |                                                                                    |  |  |
|                    |                                                                         |                      |                                                                        |                                                                                    |  |  |

| 30 de abril, 21:30 | Rivadavia (M)                                                           | 91–82                | Deportivo Viedma                                                                      | Rivadavia                                                                           |  |  |
|                    | Parciales: 22-20, 24-19, 23-22, 22-21                                   |                      |                                                                                       |                                                                                     |  |  |
|                    | Estadísticas Nathaniel Jones Casey 28 Qadir Welton 11 Federico Grenni 6 | Reporte Pts Reb Asts | Estadísticas 17 Pedro Franco 7 Maximiliano Tabieres 2 Fermín Thygesen y Federico Grun | Pabellón: Estadio Leopoldo Brozovix Árbitros: * Alejandro Trías * Maximiliano Moral |  |  |
| Serie: 2 - 1       |                                                                         |                      |                                                                                       |                                                                                     |  |  |
|                    |                                                                         |                      |                                                                                       |                                                                                     |  |  |

| 2 de mayo, 21:30 | Rivadavia (M)                                                      | 81–87                | Deportivo Viedma                                                      | Rivadavia                                                                         |  |  |
|                  | Parciales: 22-25, 20-14, 23-20, 16-28                              |                      |                                                                       |                                                                                   |  |  |
|                  | Estadísticas Gastón Álvarez 16 Qadir Welton 9 Juan Andrés Llaver 4 | Reporte Pts Reb Asts | Estadísticas 33 Federico Mariani 9 Federico Mariani 5 Fermín Thygesen | Pabellón: Estadio Leopoldo Brozovix Árbitros: * Oscar Martinetto * José Domínguez |  |  |
| Serie: 2 - 2     |                                                                    |                      |                                                                       |                                                                                   |  |  |
|                  |                                                                    |                      |                                                                       |                                                                                   |  |  |

| 5 de mayo, 21:30 | Deportivo Viedma                                                              | 78–63                | Rivadavia (M)                                                   | Viedma                                                                              |  |  |
|                  | Parciales: 15-18, 28-15, 24-20, 11-10                                         |                      |                                                                 |                                                                                     |  |  |
|                  | Estadísticas Federico Mariani 17 Francisco Centeno Eligon 9 Fermín Thygesen 3 | Reporte Pts Reb Asts | Estadísticas 16 Gastón Álvarez 8 Qadir Welton 3 Federico Grenni | Pabellón: Estadio Ángel Cayetano Arias Árbitros: * Raúl Lorenzo * Cristian Salguero |  |  |
| Serie: 3 - 2     |                                                                               |                      |                                                                 |                                                                                     |  |  |
|                  |                                                                               |                      |                                                                 |                                                                                     |  |  |

Parque Sur - Centro Español (Plottier)
| 25 de abril, 21:30 | Parque Sur                                                          | 74–71                | Centro Español (P)                                                                     | Concepción del Uruguay                                                          |  |  |
|                    | Parciales: 13-17, 30-17, 12-13, 19-24                               |                      |                                                                                        |                                                                                 |  |  |
|                    | Estadísticas Agustín Richard 16 Tyron O'Garro Jr. 9 Elnes Bolling 6 | Reporte Pts Reb Asts | Estadísticas 15 Francisco González Beratz 10 Khapri Alston 5 Francisco González Beratz | Pabellón: Estadio de Parque Sur Árbitros: * Alejandro Zanabone * Gustavo D'Anna |  |  |
| Serie: 1 - 0       |                                                                     |                      |                                                                                        |                                                                                 |  |  |
|                    |                                                                     |                      |                                                                                        |                                                                                 |  |  |

| 27 de abril, 21:30 | Parque Sur                                                          | 87–69                | Centro Español (P)                                                  | Concepción del Uruguay                                                                   |  |  |
|                    | Parciales: 23-10, 27-20, 24-14, 13-25                               |                      |                                                                     |                                                                                          |  |  |
|                    | Estadísticas Elnes Bolling 19 Nicolás Giménez 6 Ezequiel Martínez 5 | Reporte Pts Reb Asts | Estadísticas 15 Mario Sepúlveda 11 Khapri Alston 3 Nicolás Remolina | Pabellón: Estadio de Parque Sur Árbitros: * Maximiliano Piedrabuena * Sebastián Moncloba |  |  |
| Serie: 2 - 0       |                                                                     |                      |                                                                     |                                                                                          |  |  |
|                    |                                                                     |                      |                                                                     |                                                                                          |  |  |

| 30 de abril, 21:30 | Centro Español (P)                                             | 111–87               | Parque Sur                                                            | Plottier                                                                  |  |  |
|                    | Parciales: 31-26, 22-18, 32-20, 26-23                          |                      |                                                                       |                                                                           |  |  |
|                    | Estadísticas Khapri Alston 31 Khapri Alston 14 Khapri Alston 6 | Reporte Pts Reb Asts | Estadísticas 19 Nicolás Giménez 8 Tyron O'Garro Jr. 4 Agustín Richard | Pabellón: Estadio El Templo Árbitros: * Julio Dinamarca * José Luis Lugli |  |  |
| Serie: 1 - 2       |                                                                |                      |                                                                       |                                                                           |  |  |
|                    |                                                                |                      |                                                                       |                                                                           |  |  |

| 2 de mayo, 21:30 | Centro Español (P)                                                | 100–63               | Parque Sur                                                              | Plottier                                                                    |  |  |
|                  | Parciales: 24-11, 20-14, 26-18, 30-20                             |                      |                                                                         |                                                                             |  |  |
|                  | Estadísticas Marcelo Piuma 21 Khapri Alston 14 Nicolás Remolina 8 | Reporte Pts Reb Asts | Estadísticas 11 Tyron O'Garro Jr. 8 Tyron O'Garro Jr. 3 Agustín Richard | Pabellón: Estadio El Templo Árbitros: * Pablo Leyton * Rodrigo Reyes Borras |  |  |
| Serie: 2 - 2     |                                                                   |                      |                                                                         |                                                                             |  |  |
|                  |                                                                   |                      |                                                                         |                                                                             |  |  |

| 5 de mayo, 21:30 | Parque Sur                                                            | 85–87                | Centro Español (P)                                               | Concepción del Uruguay                                                 |  |  |
|                  | Parciales: 14-22, 18-17, 30-24, 23-24                                 |                      |                                                                  |                                                                        |  |  |
|                  | Estadísticas Tyron O'Garro Jr. 16 Agustín Richard 6 Agustín Richard 8 | Reporte Pts Reb Asts | Estadísticas 28 Khapri Alston 16 Khapri Alston 5 Valentín Burgos | Pabellón: Estadio de Parque Sur Árbitros: * Mario Aluz * Danilo Molina |  |  |
| Serie: 2 - 3     |                                                                       |                      |                                                                  |                                                                        |  |  |
|                  |                                                                       |                      |                                                                  |                                                                        |  |  |

### Semifinales de conferencia

#### Conferencia norte
Libertad - Oberá Tenis Club
| 8 de mayo, 21:30 | Libertad                                                                    | 96–79                | Oberá TC                                                             | Sunchales                                                                                      |  |  |
|                  | Parciales: 31-12, 24-19, 22-22, 19-26                                       |                      |                                                                      |                                                                                                |  |  |
|                  | Estadísticas Gregorio Eseverri 18 Miguel Ruíz González 10 Nicolás Copello 7 | Reporte Pts Reb Asts | Estadísticas 22 José Luis Fabio 7 José Luis Fabio 5 Santiago Ludueña | Pabellón: El Hogar de los Tigres Árbitros: * Rodrigo Castillo * Silvio Guzmán * Nicolás D`Anna |  |  |
| Serie: 1 - 0     |                                                                             |                      |                                                                      |                                                                                                |  |  |
|                  |                                                                             |                      |                                                                      |                                                                                                |  |  |

| 10 de mayo, 21:30 | Libertad                                                              | 82–80                | Oberá TC                                                           | Sunchales                                                                                         |  |  |
|                   | Parciales: 14-26, 24-15, 23-17, 21-22                                 |                      |                                                                    |                                                                                                   |  |  |
|                   | Estadísticas Bruno Barovero 25 Gregorio Eseverri 11 Nicolás Copello 8 | Reporte Pts Reb Asts | Estadísticas 17 Lamar Roberson 7 Lamar Roberson 7 Santiago Ludueña | Pabellón: El Hogar de los Tigres Árbitros: * ¨Pablo Estévez * Alejandro Trías * Cristian Salguero |  |  |
| Serie: 2 - 0      |                                                                       |                      |                                                                    |                                                                                                   |  |  |
|                   |                                                                       |                      |                                                                    |                                                                                                   |  |  |

| 13 de mayo, 21:30 | Oberá TC                                                            | 89–83                | Libertad                                                                  | Oberá                                                                                          |  |  |
|                   | Parciales: 23-21, 19-24, 24-16, 23-22                               |                      |                                                                           |                                                                                                |  |  |
|                   | Estadísticas Mauricio Corzo 24 Mauricio Corzo 8 Sebastián Ludueña 5 | Reporte Pts Reb Asts | Estadísticas 18 Gregorio Eseverri 7 Miguel Ruíz González 7 Bruno Barovero | Pabellón: Oberá Tenis Club Árbitros: * Jorge Chávez * Maximiliano Piedrabuena * Gustavo D'Anna |  |  |
| Serie: 1 - 2      |                                                                     |                      |                                                                           |                                                                                                |  |  |
|                   |                                                                     |                      |                                                                           |                                                                                                |  |  |

| 15 de mayo, 21:30 | Oberá TC                                                              | 66–86                | Libertad                                                                 | Oberá                                                                                   |  |  |
|                   | Parciales: 18-17, 15-23, 17-23, 16-26                                 |                      |                                                                          |                                                                                         |  |  |
|                   | Estadísticas José Luis Fabio 21 José Luis Fabio 5 Sebastián Ludueña 7 | Reporte Pts Reb Asts | Estadísticas 25 Bruno Barovero 11 Miguel Ruiz González 9 Nicolás Copello | Pabellón: Oberá Tenis Club Árbitros: * Fabio Alaníz * Cristian Alfaro * Héctor Wasinger |  |  |
| Serie: 1 - 3      |                                                                       |                      |                                                                          |                                                                                         |  |  |
|                   |                                                                       |                      |                                                                          |                                                                                         |  |  |

Hindú (Resistencia) - Barrio Parque
| 8 de mayo, 22:00 | Hindú (R)                                                         | 73–66                | Barrio Parque                                               | Resistencia                                                                         |  |  |
|                  | Parciales: 15-19, 18-15, 13-14, 27-18                             |                      |                                                             |                                                                                     |  |  |
|                  | Estadísticas Kenneth Jones 20 Lucio Reinaudi 13 Martín Cequeira 5 | Reporte Pts Reb Asts | Estadísticas 15 Juan Kelly 14 Nicolás Lauría 6 Agustín Jure | Pabellón: Hindú Club Árbitros: * Fabio Alaniz * Héctor Wasinger * Cristian Salguero |  |  |
| Serie: 1 - 0     |                                                                   |                      |                                                             |                                                                                     |  |  |
|                  |                                                                   |                      |                                                             |                                                                                     |  |  |

| 10 de mayo, 22:00 | Hindú (R)                                                          | 77–82                | Barrio Parque                                             | Resistencia                                                                    |  |  |
|                   | Parciales: 21-17, 18-19, 17-24, 21-22                              |                      |                                                           |                                                                                |  |  |
|                   | Estadísticas Martín Cequeira 17 Julián Morales 6 Martín Cequeira 3 | Reporte Pts Reb Asts | Estadísticas 21 Juan Kelly 12 Nicolás Lauría 8 Juan Kelly | Pabellón: Hindú Club Árbitros: * Oscar Brítez * Silvio Guzmán * Gustavo D'Anna |  |  |
| Serie: 1 - 1      |                                                                    |                      |                                                           |                                                                                |  |  |
|                   |                                                                    |                      |                                                           |                                                                                |  |  |

| 13 de mayo, 21:00 | Barrio Parque                                                 | 81–68                | Hindú (R)                                                       | Córdoba                                                                                  |  |  |
|                   | Parciales: 19-16, 16-13, 22-17, 24-22                         |                      |                                                                 |                                                                                          |  |  |
|                   | Estadísticas Nicolás Lauría 24 Nicolás Lauría 16 Juan Kelly 5 | Reporte Pts Reb Asts | Estadísticas 24 Kenneth Jones 6 Kenneth Jones 3 Martín Cequeira | Pabellón: Teatro del Parque Árbitros: * Fabricio Vito * Enrique Cáceres * Nicolás D'Anna |  |  |
| Serie: 2 - 1      |                                                               |                      |                                                                 |                                                                                          |  |  |
|                   |                                                               |                      |                                                                 |                                                                                          |  |  |

| 15 de mayo, 21:00 | Barrio Parque                                                | 62–69                | Hindú (R)                                                          | Córdoba                                                                                |  |  |
|                   | Parciales: 14-23, 10-14, 20-12, 18-20                        |                      |                                                                    |                                                                                        |  |  |
|                   | Estadísticas Juan Kelly 17 Nicolás Lauría 8 Nicolás Lauría 4 | Reporte Pts Reb Asts | Estadísticas 18 Pablo Fernández 6 Lucio Reinaudi 4 Pablo Fernández | Pabellón: Teatro del Parque Árbitros: * Leandro Lezcano * Pablo Hoyo * Gonzalo Delsart |  |  |
| Serie: 2 - 2      |                                                              |                      |                                                                    |                                                                                        |  |  |
|                   |                                                              |                      |                                                                    |                                                                                        |  |  |

| 18 de mayo, 22:00 | Hindú (R)                                                    | 72–76                | Barrio Parque                                            | Resistencia                                                                            |  |  |
|                   | Parciales: 20-15, 18-11, 17-23, 17-27                        |                      |                                                          |                                                                                        |  |  |
|                   | Estadísticas Kenneth Jones 22 Pablo Moya 8 Martín Cequeira 5 | Reporte Pts Reb Asts | Estadísticas 18 Juan Kelly 9 Nicolás Lauría 4 Juan Kelly | Pabellón: Hindú Club Árbitros: * Fernando Sampietro * Fabio Alaniz * Cristian Salguero |  |  |
| Serie: 2 - 3      |                                                              |                      |                                                          |                                                                                        |  |  |
|                   |                                                              |                      |                                                          |                                                                                        |  |  |

#### Conferencia sur
Estudiantes (Olavarría) - Centro Español (Plottier)
| 8 de mayo, 21:30 | Estudiantes (O)                                                   | 84–81                | Centro Español (P)                                               | Olavarría                                                                                         |  |  |
|                  | Parciales: 19-16, 29-12, 18-16, 18-27                             |                      |                                                                  |                                                                                                   |  |  |
|                  | Estadísticas Joaquín Gamazo 15 Santiago Arese 11 Santiago Arese 7 | Reporte Pts Reb Asts | Estadísticas 28 Khapri Alston 14 Khapri Alston 4 Valentín Burgos | Pabellón: Parque Carlos Guerrero Árbitros: * Leonardo Zalazar * Alejandro Trías * Enrique Cáceres |  |  |
| Serie: 1 - 0     |                                                                   |                      |                                                                  |                                                                                                   |  |  |
|                  |                                                                   |                      |                                                                  |                                                                                                   |  |  |

| 10 de mayo, 21:00 | Estudiantes (O)                                                         | 81–71                | Centro Español (P)                                                         | Olavarría |  |  |
|                   | Parciales: 31-14, 15-21, 16-15, 19-21                                   |                      |                                                                            | |  |  |
|                   | Estadísticas Gastón Essengue 21 Santiago Arese 10 Christian Schoppler 6 | Reporte Pts Reb Asts | Estadísticas 15 Khapri Alston 8 Khapri Alston 2 Santiago Rodríguez Duhalde | Pabellón: Parque Carlos Guerrero Árbitros: * Diego Rougier * Roberto Smith * Cristian Alfaro Televisión: DeporTV |  |  |
| Serie: 2 - 0      |                                                                         |                      |                                                                            | |  |  |
|                   |                                                                         |                      |                                                                            | |  |  |

| 13 de mayo, 21:30 | Centro Español (P)                                                   | 85–71                | Estudiantes (O)                                                       | Plottier                                                                                  |  |  |
|                   | Parciales: 31-14, 17-13, 15-27, 22-17                                |                      |                                                                       |                                                                                           |  |  |
|                   | Estadísticas Alsenne Saintilus 21 Khapri Alston 12 Valentín Burgos 7 | Reporte Pts Reb Asts | Estadísticas 17 Gastón Essengué 5 Santiago Arese 4 Patricio Rodríguez | Pabellón: Estadio El Templo Árbitros: * Rodrigo Castillo * Raúl Lorenzo * José Luis Lugli |  |  |
| Serie: 1 - 2      |                                                                      |                      |                                                                       |                                                                                           |  |  |
|                   |                                                                      |                      |                                                                       |                                                                                           |  |  |

| 15 de mayo, 21:30 | Centro Español (P)                                                  | 87–82                | Estudiantes (O)                                                           | Plottier                                                                                 |  |  |
|                   | Parciales: 19-25, 19-20, 26-24, 23-13                               |                      |                                                                           |                                                                                          |  |  |
|                   | Estadísticas Khapri Alston 20 Alssene Santilus 10 Valentín Burgos 5 | Reporte Pts Reb Asts | Estadísticas 17 Santiago Arese 7 Patricio Rodríguez 6 Christian Schoppler | Pabellón: Estadio El Templo Árbitros: * Silvio Guzmán * Cristian Salguero * Raúl Sánchez |  |  |
| Serie: 2 - 2      |                                                                     |                      |                                                                           |                                                                                          |  |  |
|                   |                                                                     |                      |                                                                           |                                                                                          |  |  |

| 18 de mayo, 21:30 | Estudiantes (O)                                                            | 95–87                | Centro Español (P)                                                         | Olavarría                                                                                  |  |  |
|                   | Parciales: 31-13, 23-26, 19-18, 22-30                                      |                      |                                                                            |                                                                                            |  |  |
|                   | Estadísticas Patricio Rodríguez 24 Santiago Arese 11 Christian Schoppler 7 | Reporte Pts Reb Asts | Estadísticas 24 Khapri Alston 18 Khapri Alston 3 Francisco González Beratz | Pabellón: Parque Carlos Guerrero Árbitros: * Daniel Rodrigo * Cristian Alfaro * Pedro Hoyo |  |  |
| Serie: 3 - 2      |                                                                            |                      |                                                                            |                                                                                            |  |  |
|                   |                                                                            |                      |                                                                            |                                                                                            |  |  |

Platense - Deportivo Viedma
| 8 de mayo, 21:00 | Platense                                                     | 71–65                | Deportivo Viedma                                                                    | Vicente López                                                                                              |  |  |
|                  | Parciales: 24-13, 13-13, 19-18, 15-21                        |                      |                                                                                     | |  |  |
|                  | Estadísticas Sebastián Morales 16 Tyrone Lee 8 Pablo Bruna 7 | Reporte Pts Reb Asts | Estadísticas 15 De Angelo Kirkland 10 De Angelo Kirkland 3 Francisco Centeno Eligón | Pabellón: Estadio Ciudad de Vicente López Árbitros: * Leandro Lezcano * Oscar Martinetto * Cristian Alfaro |  |  |
| Serie: 1 - 0     |                                                              |                      |                                                                                     | |  |  |
|                  |                                                              |                      |                                                                                     | |  |  |

| 10 de mayo, 21:00 | Platense                                              | 64–74                | Deportivo Viedma                                                           | Vicente López |  |  |
|                   | Parciales: 14-18, 10-25, 20-16, 20-15                 |                      |                                                                            | |  |  |
|                   | Estadísticas Tyrone Lee 25 Tyrone Lee 9 Pablo Bruna 4 | Reporte Pts Reb Asts | Estadísticas 27 Federico Mariani 7 Francisco Centeno Eligón 3 Pedro Franco | Pabellón: Estadio Ciudad de Vicente López Árbitros: * Daniel Rodrigo * Maximiliano Piedrabuena * Sebastián Moncloba |  |  |
| Serie: 1 - 1      |                                                       |                      |                                                                            | |  |  |
|                   |                                                       |                      |                                                                            | |  |  |

| 13 de mayo, 21:30 | Deportivo Viedma                                                             | 79–70                | Platense                                                          | Viedma |  |  |
|                   | Parciales: 17-18, 20-26, 20-17, 22-9                                         |                      |                                                                   | |  |  |
|                   | Estadísticas Federico Mariani 24 Francisco Centeno Eligón 10 Federico Grun 3 | Reporte Pts Reb Asts | Estadísticas 13 Sebastián Morales 6 Pedro Bruna 4 Facundo Vázquez | Pabellón: Estadio Ángel Cayetano Arias Árbitros: * Pablo Estévez * Cristian Salguero * Sebastián Moncloba |  |  |
| Serie: 2 - 1      |                                                                              |                      |                                                                   | |  |  |
|                   |                                                                              |                      |                                                                   | |  |  |

| 15 de mayo, 21:30 | Deportivo Viedma                                                                     | 82–90                | Platense                                                         | Viedma                                                                                                 |  |  |
|                   | Parciales: 18-19, 18-14, 23-21, 16-21 (T.E.: 7-15)                                   |                      |                                                                  | |  |  |
|                   | Estadísticas Francisco Centeno Eligón 24 Francisco Centeno Eligón 19 Federico Grun 3 | Reporte Pts Reb Asts | Estadísticas 28 Pedro Bruna 8 Alejandro Pappalardi 2 Pedro Bruna | Pabellón: Estadio Ángel Cayetano Arias Árbitros: * Rodrigo Castillo * Javier Sánchez * José Luis Lugli |  |  |
| Serie: 2 - 2      |                                                                                      |                      |                                                                  | |  |  |
|                   |                                                                                      |                      |                                                                  | |  |  |

| 18 de mayo, 21:00 | Platense                                               | 71–60                | Deportivo Viedma                                                               | Vicente López                                                                                            |  |  |
|                   | Parciales: 24-17, 16-9, 16-19, 15-15                   |                      |                                                                                | |  |  |
|                   | Estadísticas Tyrone Lee 16 Tyrone Lee 14 Pablo Bruna 5 | Reporte Pts Reb Asts | Estadísticas 17 Pedro Franco 9 Francisco Centeno Eligón 1 Maximiliano Tabieres | Pabellón: Estadio Ciudad de Vicente López Árbitros: * Alejandro Ramallo * Raúl Lorenzo * Alejandro Trías |  |  |
| Serie: 3 - 2      |                                                        |                      |                                                                                | |  |  |
|                   |                                                        |                      |                                                                                | |  |  |

### Finales de conferencia

#### Conferencia norte
Libertad - Barrio Parque
| 21 de mayo, 21:30 | Libertad                                                        | 86–82                | Barrio Parque                                             | Sunchales                                                                                       |  |  |
|                   | Parciales: 17-20, 20-24, 22-15, 27-23                           |                      |                                                           |                                                                                                 |  |  |
|                   | Estadísticas Bruno Barovero 26 Ezequiel Zago 7 Bruno Barovero 4 | Reporte Pts Reb Asts | Estadísticas 25 Juan Kelly 6 Gabriel Mikulas 4 Juan Kelly | Pabellón: El Hogar de los Tigres Árbitros: * Daniel Rodrigo * Leandro Lezcano * Alejandro Trías |  |  |
| Serie: 1 - 0      |                                                                 |                      |                                                           |                                                                                                 |  |  |
|                   |                                                                 |                      |                                                           |                                                                                                 |  |  |

| 23 de mayo, 21:30 | Libertad                              | 81–78 | Barrio Parque              | Sunchales                                                                                     |  |  |
|                   | Parciales: 16–22, 19-15, 20-25, 26-16 |       |                            |                                                                                               |  |  |
|                   | Estadísticas Bruno Barovero 27        | Pts   | Estadísticas 18 Juan Kelly | Pabellón: El Hogar de los Tigres Árbitros: * Alejandro Ramallo * Pedro Hoyo * Héctor Wasinger |  |  |
| Serie: 2 - 0      |                                       |       |                            |                                                                                               |  |  |
|                   |                                       |       |                            |                                                                                               |  |  |

| 26 de mayo, 21:00 | Barrio Parque                                              | 76–71                | Libertad                                                            | Córdoba                                                                                 |  |  |
|                   | Parciales: 20-13, 21-14, 17-26, 18-18                      |                      |                                                                     |                                                                                         |  |  |
|                   | Estadísticas Juan Kelly 16 Nicolás Lauría 11 Juan Kelly 10 | Reporte Pts Reb Asts | Estadísticas 29 Bruno Barovero 6 Alejandro Landoni 4 Bruno Barovero | Pabellón: Teatro del Parque Árbitros: * Jorge Chávez * Fabio Alaníz * Cristian Salguero |  |  |
| Serie: 1 - 2      |                                                            |                      |                                                                     |                                                                                         |  |  |
|                   |                                                            |                      |                                                                     |                                                                                         |  |  |

| 28 de mayo, 21:00 | Barrio Parque                                                | 76–67                | Libertad                                                                 | Córdoba                                                                                |  |  |
|                   | Parciales: 19-11, 22-16, 15-17, 20-23                        |                      |                                                                          |                                                                                        |  |  |
|                   | Estadísticas Nicolás Lauría 16 Nicolás Lauría 6 Juan Kelly 9 | Reporte Pts Reb Asts | Estadísticas 25 Bruno Barovero 10 Miguel Ruíz González 8 Nicolás Copello | Pabellón: Teatro del Parque Árbitros: * Fabricio Vito * Raúl Lorenzo * Cristian Alfaro |  |  |
| Serie: 2 - 2      |                                                              |                      |                                                                          |                                                                                        |  |  |
|                   |                                                              |                      |                                                                          |                                                                                        |  |  |

| 31 de mayo, 21:30 | Libertad                                                                | 82–70                | Barrio Parque                                                     | Sunchales                                                                                 |  |  |
|                   | Parciales: 19-7, 25-21, 16-16, 22-26                                    |                      |                                                                   |                                                                                           |  |  |
|                   | Estadísticas Bruno Barovero 26 Gregorio Eseverri 10 Gregorio Eseverri 4 | Reporte Pts Reb Asts | Estadísticas 25 Nicolás Lauría 16 Nicolás Lauría 3 Lautaro Rivata | Pabellón: El Hogar de los Tigres Árbitros: * Daniel Rodrigo * Pedro Hoyo * Gustavo D'Anna |  |  |
| Serie: 3 - 2      |                                                                         |                      |                                                                   |                                                                                           |  |  |
|                   |                                                                         |                      |                                                                   |                                                                                           |  |  |

#### Conferencia sur
Estudiantes (Olavarría) - Platense
| 21 de mayo, 21:30 | Estudiantes (O)                                                    | 84–66                | Platense                                                          | Olavarría                                                                                    |  |  |
|                   | Parciales: 27-14, 25-18, 9-25, 23-9                                |                      |                                                                   |                                                                                              |  |  |
|                   | Estadísticas Gastón Essengué 22 Santiago Arese 8 Santiago Arese 10 | Reporte Pts Reb Asts | Estadísticas 14 Facundo Vázquez 6 Matías Aristu 4 Facundo Vázquez | Pabellón: Parque Carlos Guerrero Árbitros: * Diego Rougier * Roberto Smith * Enrique Cácerez |  |  |
| Serie: 1 - 0      |                                                                    |                      |                                                                   |                                                                                              |  |  |
|                   |                                                                    |                      |                                                                   |                                                                                              |  |  |

| 23 de mayo, 21:30 | Estudiantes (O)                                                       | 83–75                | Platense                                                | Olavarría                                                                                      |  |  |
|                   | Parciales: 17-19, 18-17, 22-21, 26-18                                 |                      |                                                         |                                                                                                |  |  |
|                   | Estadísticas Patricio Rodríguez 20 Santiago Arese 10 Santiago Arese 7 | Reporte Pts Reb Asts | Estadísticas 22 Pablo Bruna 12 Tyrone Lee 6 Pablo Bruna | Pabellón: Parque Carlos Guerrero Árbitros: * Juan Fernández * Sergio Tarifeño * Nicolás D'Anna |  |  |
| Serie: 2 - 0      |                                                                       |                      |                                                         |                                                                                                |  |  |
|                   |                                                                       |                      |                                                         |                                                                                                |  |  |

| 26 de mayo, 21:00 | Platense                                             | 76–75                | Estudiantes (O)                                                            | Vicente López                                                                                             |  |  |
|                   | Parciales: 24-19, 20-26, 20-16, 12-14                |                      |                                                                            | |  |  |
|                   | Estadísticas Tyrone Lee 18 Tyrone Lee 7 Tyrone Lee 5 | Reporte Pts Reb Asts | Estadísticas 16 Christian Schoppler 8 Santiago Arese 4 Christian Schoppler | Pabellón: Estadio Ciudad de Vicente López Árbitros: * Daniel Rodrigo * Oscar Martinetto * Alejandro Trías |  |  |
| Serie: 1 - 2      |                                                      |                      |                                                                            | |  |  |
|                   |                                                      |                      |                                                                            | |  |  |

| 28 de mayo, 21:00 | Platense                                                     | 75–77                | Estudiantes (O)                                                    | Vicente López                                                                                               |  |  |
|                   | Parciales: 19-22, 15-13, 21-20, 20-22                        |                      |                                                                    | |  |  |
|                   | Estadísticas Sebastián Morales 15 Tyrone Lee 9 Pablo Bruna 4 | Reporte Pts Reb Asts | Estadísticas 25 Gastón Essengué 9 Gastón Essengué 5 Santiago Arese | Pabellón: Estadio Ciudad de Vicente López Árbitros: *Alejandro Zanabone *Silvio Guzmán * Sebastian Moncloba |  |  |
| Serie: 1 - 3      |                                                              |                      |                                                                    | |  |  |
|                   |                                                              |                      |                                                                    | |  |  |

### Final nacional
Libertad - Estudiantes (Olavarría)
| 3 de junio, 21:00 | Libertad                                                                 | 97–91                | Estudiantes (O)                                                        | Sunchales |  |  |
|                   | Parciales: 29-19, 16-21, 21-21, 31-30                                    |                      |                                                                        | |  |  |
|                   | Estadísticas Bruno Barovero 30 Miguel Ruíz González 13 Nicolás Copello 7 | Reporte Pts Reb Asts | Estadísticas 20 Christian Schoppler 7 Gastón Essengué 7 Santiago Arese | Pabellón: El Hogar de los Tigres Árbitros: * Roberto Smith * Nicolás D'Anna * Alejandro Zanabone Televisión: DeporTV |  |  |
| Serie: 1 - 0      |                                                                          |                      |                                                                        | |  |  |
|                   |                                                                          |                      |                                                                        | |  |  |

| 5 de junio, 21:00 | Libertad                                                               | 92–85                | Estudiantes (O)                                                   | Sunchales |  |  |
|                   | Parciales: 24-24, 26-16, 16-22, 26-23                                  |                      |                                                                   | |  |  |
|                   | Estadísticas Bruno Barovero 37 Gregorio Eseverri 7 Gregorio Eseverri 6 | Reporte Pts Reb Asts | Estadísticas 24 Gastón Essengué 6 Santiago Arese 7 Santiago Arese | Pabellón: El Hogar de los Tigres Árbitros: * Sergio Tarifeño * Leandro Lezcano * Sebastián Moncloba Televisión: DeporTV |  |  |
| Serie: 2 - 0      |                                                                        |                      |                                                                   | |  |  |
|                   |                                                                        |                      |                                                                   | |  |  |

| 8 de junio, 21:00 | Estudiantes (O)                                                     | 68–79                | Libertad                                                             | Olavarría |  |  |
|                   | Parciales: 16-21, 17-21, 18-17, 17-20                               |                      |                                                                      | |  |  |
|                   | Estadísticas Alejo Montes 19 Gastón Essengué 8 Patricio Rodríguez 8 | Reporte Pts Reb Asts | Estadísticas 29 Bruno Barovero 8 Gregorio Eseverri 4 Nicolás Copello | Pabellón: Parque Carlos Guerrero Árbitros: * Daniel Rodrigo * Rodrigo Castillo * Alberto Ponzo Televisión: DeporTV |  |  |
| Serie: 0 - 3      |                                                                     |                      |                                                                      | |  |  |
|                   |                                                                     |                      |                                                                      | |  |  |

## Superfinal de La Liga Argentina
La Superfinal de La Liga Argentina la tendrían que haber disputado el campeón del torneo de mitad de temporada, el Torneo Súper 4, y el campeón de la temporada regular. Sin embargo, como de ambos torneos el campeón fue el mismo, este (Libertad) accedió a la edición de la próxima temporada de la Liga Sudamericana de Clubes.

## Premios individuales
- Mejor quinteto[28]
  - B  Rodrigo Gallegos (Deportivo Norte (A))
  - E  Bruno Barovero (MVP) (Libertad)
  - A  Pablo Fernández (Hindú (R))
  - AP  Santiago Arese (Estudiantes (O))
  - P  Sebastián Acevedo (BHY Tiro Federal Morteros)

- Mejor entrenador
  -  Sebastián Saborido (Libertad)[28]

Otros premios
La Asociación de Entrenadores de Básquetbol de la República Argentina (ATEBARA) junto con la Comisión de Directores Técnicos Profesionales (CODITEP) decidieron que el mejor entrenador de la temporada fue Sebastián Saborido, de Libertad de Sunchales.